# تهران
تِهْران، پرجمعیت‌ترین شهر و پایتخت کشور ایران، مرکز استان تهران و شهرستان تهران است. تهران در دامنه‌های جنوبی رشته‌کوه البرز و مرزهای شمالی حوضه‌های بیابانی ایران مرکزی واقع شده است. این شهر در برآورد سال ۱۴۰۱ بالغ بر ۹٬۰۳۹٬۰۰۰ تن جمعیت داشته است و براساس برآورد سال ۲۰۱۸ سازمان ملل متحد، سی و چهارمین شهر پرجمعیت جهان و پرجمعیت‌ترین شهر غرب آسیا محسوب می‌شود. کلان‌شهر تهران نیز دومین کلان‌شهر پرجمعیت خاورمیانه است.
پیشینهٔ زندگی در تهران به دوران نوسنگی برمی‌گردد و کاوش‌های باستان‌شناسی صورت‌گرفته در تهران، منجر به کشف اسکلت‌های ۷۰۰۰ سالهٔ انسان و ابزارهای سنگی شده است. تهران از سال ۱۳۵۷ رسما به یک استان تبدیل شد. تا قبل از آن تهران بخشی از استان شمال بود که به همراه استان‌های گیلان، مازندران، گرگان، اصفهان، مرکزی، زنجان و سمنان، یک واحد تقسیماتی کشوری را تشکیل می‌دادند. در اوایل سده هفتم، با ویرانی شهر ری و مهاجرت مردم آن به تهران، دانش تجارت، ساخت‌وساز و شهروندی مردم ری به تهران انتقال یافت و باعث پیشرفت آن شد. در دوران صفوی بسیار بر اهمیت تهران افزوده شد اما سرچشمهٔ شکوفایی و پیشرفت این شهر، به پایتختی آن برمی‌گردد. آقامحمدخان قاجار، بنیان‌گذار دودمان قاجار که پس از بارها تلاش برای تصرف تهران، بالاخره موفق به انجام این کار شده بود، در نوروز سال ۱۱۶۵، پس از سال‌ها جنگ با خاندان زند و مدعیان پادشاهی، تهران را پایتخت خواند. تبدیل شدن تهران از شهری معمولی به یک پایتخت مدرن، از دوران پهلوی شروع شد. در دوران پهلوی، امور کشوری در پایتخت متمرکز شد و شمار کارکنان دولتی در شهر به سرعت افزایش یافت؛ در این دوران، شهر تهران علاوه بر دو وظیفهٔ سیاسی و تجاری، وظیفهٔ اداری را نیز پذیرفت. با انقلاب ۱۳۵۷ و آغاز جنگ ایران و عراق، برای نزدیک به یک دهه توسعه‌ای در تهران صورت نگرفت و پس از پایان این دوره، توسعهٔ پایتخت ایران ادامه یافت و تهران به کانون پذیرش جمعیت در ایران تبدیل شد.

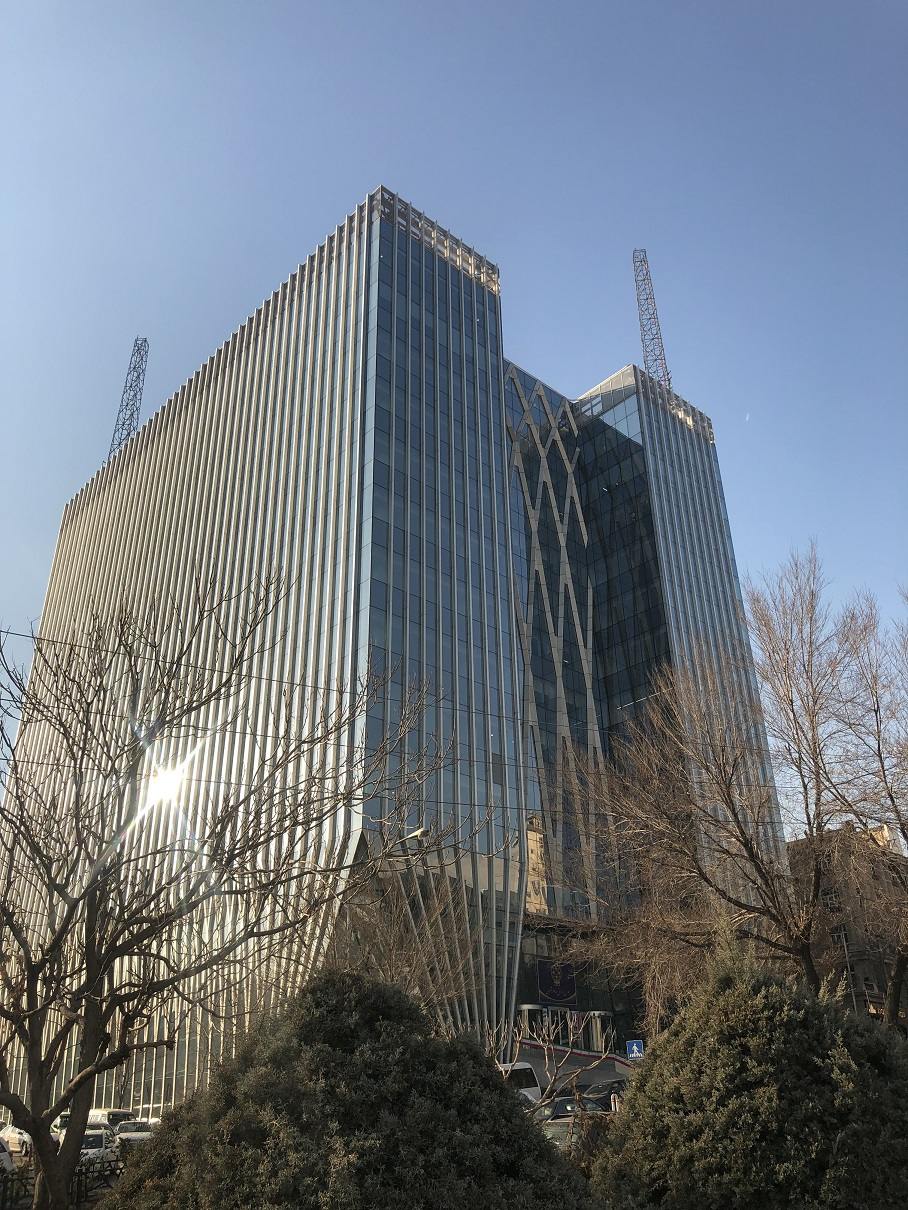
ساختمان بورس اوراق بهادار تهران در سعادت‌آباد

تهران کانون اقتصادی ایران است و نخستین منطقهٔ صنعتی این کشور محسوب می‌شود، اما فعالیت‌های اقتصادی بین‌المللی نقش چندانی در شمار شاغل‌های آن ندارد. بر اساس آمار سال ۱۳۹۵، سهم تهران در کل تولید ناخالص داخلی ایران ۲۱ درصد است و با اختصاص نیمی از بخش صنعت کشور به خود، نقش مهمی در اقتصاد ایران دارد. این شهر یکی از مهم‌ترین مراکز گردشگری ایران به حساب می‌آید و دارای مجموعه‌ای از جاذبه‌های گردشگری است که شامل کاخ‌ها و موزه‌هایش می‌شود. برج آزادی نماد تهران است و از منشور کوروش بزرگ، برای نخستین‌بار در این مکان پرده‌برداری شد. برج میلاد نیز نماد دیگر تهران و بلندترین برج ایران است. تهران با میزبانی بازی‌های آسیایی ۱۹۷۴، نخستین شهر در خاورمیانه بود که میزبان بازی‌های آسیایی شد و مجموعهٔ ورزشی آزادی به عنوان یکی از پیشرفته‌ترین‌های آن دوران، هم‌زمان با این بازی‌ها در ۱۰ شهریور ۱۳۵۳ گشایش یافت.
از نظر اداری، تهران به ۲۲ منطقه و ۱۲۲ ناحیهٔ شهری تقسیم شده است و شهرهای تجریش و ری را دربر گرفته است. ادارهٔ شهر توسط شهرداری تهران انجام می‌شود. شهردار تهران توسط شورای شهر تهران انتخاب می‌شود و این شورا بر عملکرد شهرداری نظارت کرده و برای ادارهٔ شهر، قانون‌گذاری می‌کند. در سال ۱۳۴۷، نخستین طرح جامع تهران، با افق ۲۵ ساله و با مسئولیت عبدالعزیز فرمانفرمائیان و ویکتور گروئن تهیه شد که از مهم‌ترین مبناهای قانونی توسعهٔ شهر تهران بوده است. به عنوان یک مرکز سیاسی و اداری، مهم‌ترین نهادهای دولتی و قضایی ایران، همانند وزارتخانه‌ها و مجلس شورای اسلامی که تهران ۳۰ نماینده در آن دارد، در این شهر واقع شده است. این شهر دارای دو فرودگاه بین‌المللی امام خمینی و فرودگاه مهرآباد است که از پررفت و آمدترین فرودگاه‌ها در ایران هستند.
از دید ناهمواری‌های طبیعی، تهران به دو ناحیهٔ دشتی و کوهپایه‌ایِ البرز تقسیم می‌شود و گسترهٔ کنونی آن از ارتفاع ۹۰۰ تا ۱۸۰۰ متری از سطح دریا امتداد یافته است. تهران دارای اقلیم نیمه‌خشک است. در بیشتر سال‌ها، فصل زمستان نیمی از کل بارش‌های سالانهٔ تهران را تأمین می‌کند و فصل تابستان نیز کم‌باران‌ترین فصل در تهران است. تهران شهری با گوناگونی گروه‌های قومی است اما جمعیت خارجی آن کم است. به عنوان بزرگ‌ترین شهر فارسی‌زبان جهان، اکثریت مردم تهران را فارسی‌زبانان تشکیل می‌دهند و بیشتر مردم این شهر رسماً مسلمان و شیعهٔ دوازده‌امامی هستند. دیگر جوامع مذهبی در تهران شامل اهل سنت، بهائیان، زرتشتیان، مسیحیان و یهودیان می‌شود.

### دین

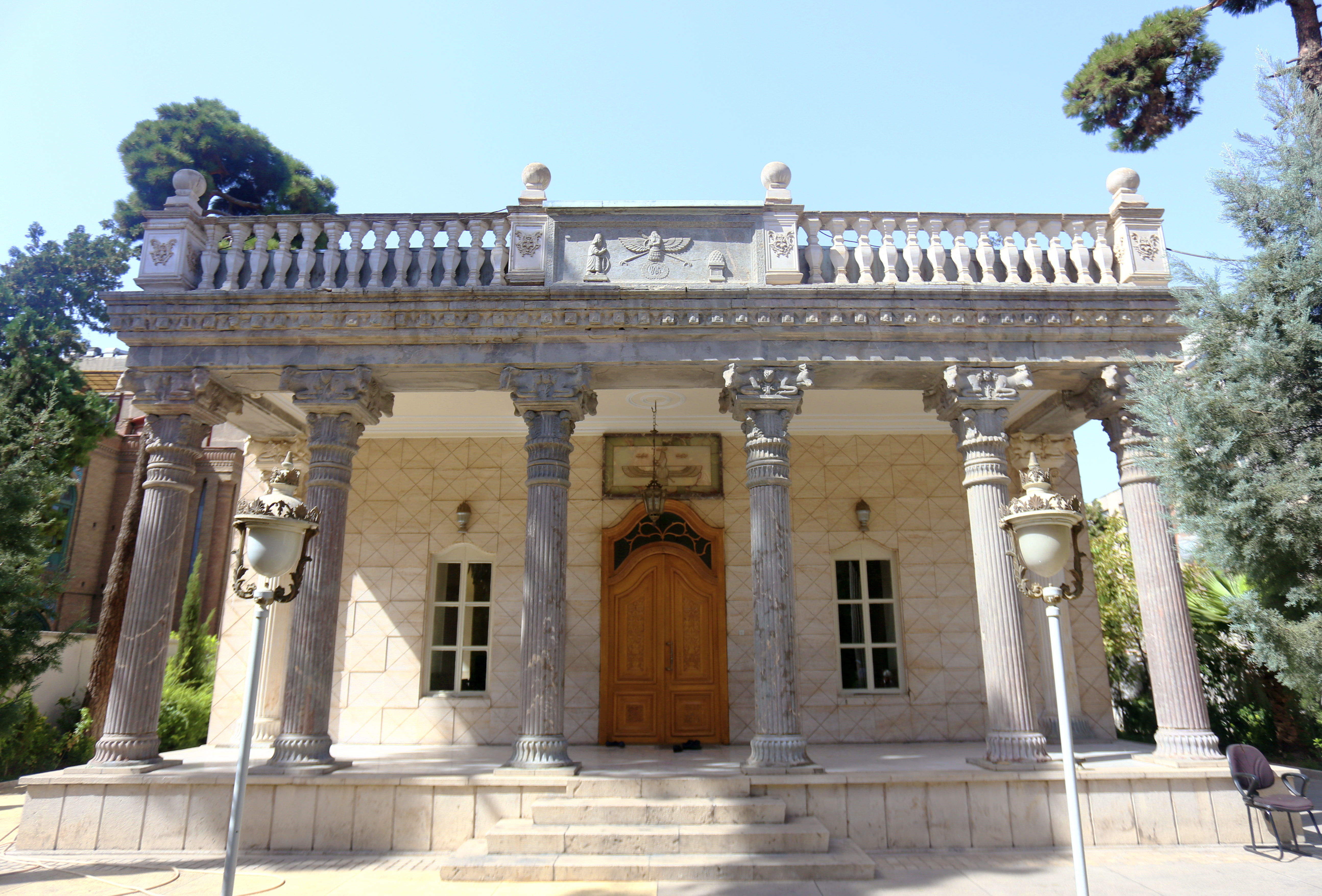
نمایی از آتشکده آدریان. از ری به عنوان زادگاه احتمالی زرتشت یاد شده است.

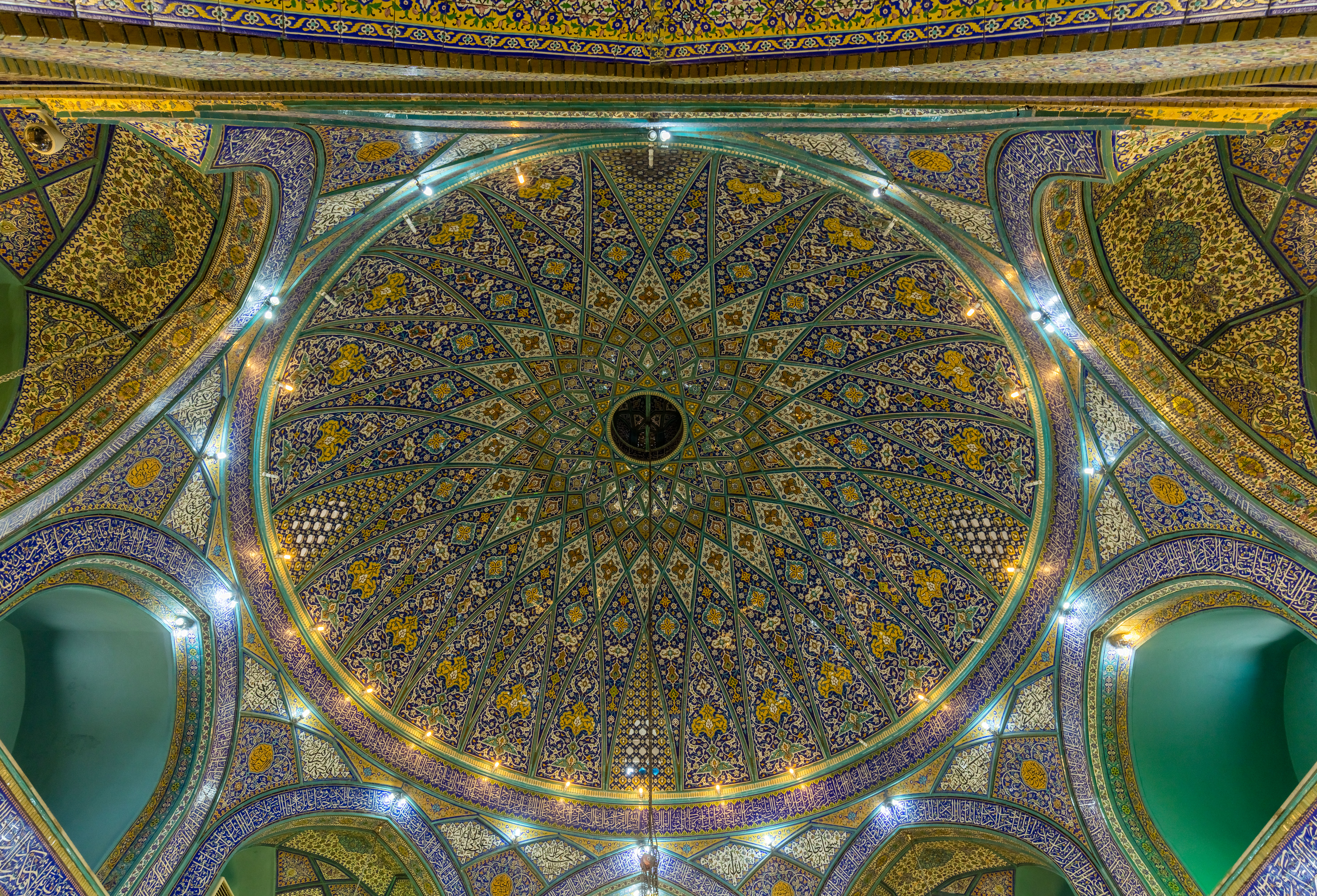
نمای درونی گنبد مسجد شاه

#### حقوق کودکان

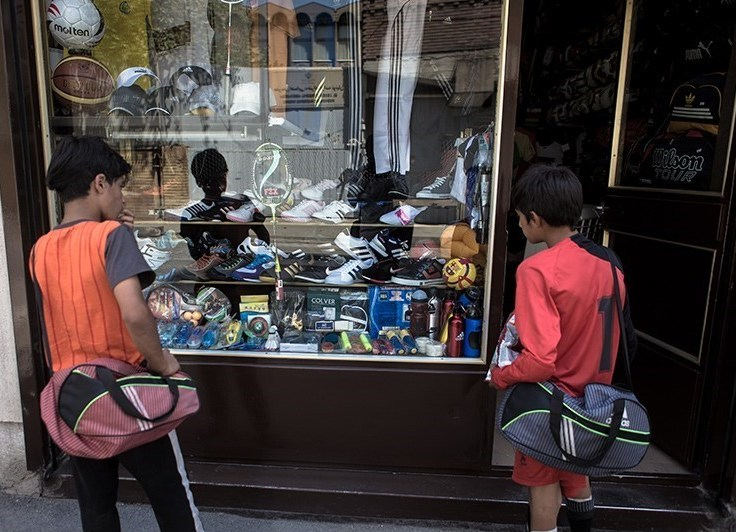
کودکان کار تهران در سال ۱۳۹۲

### خرید

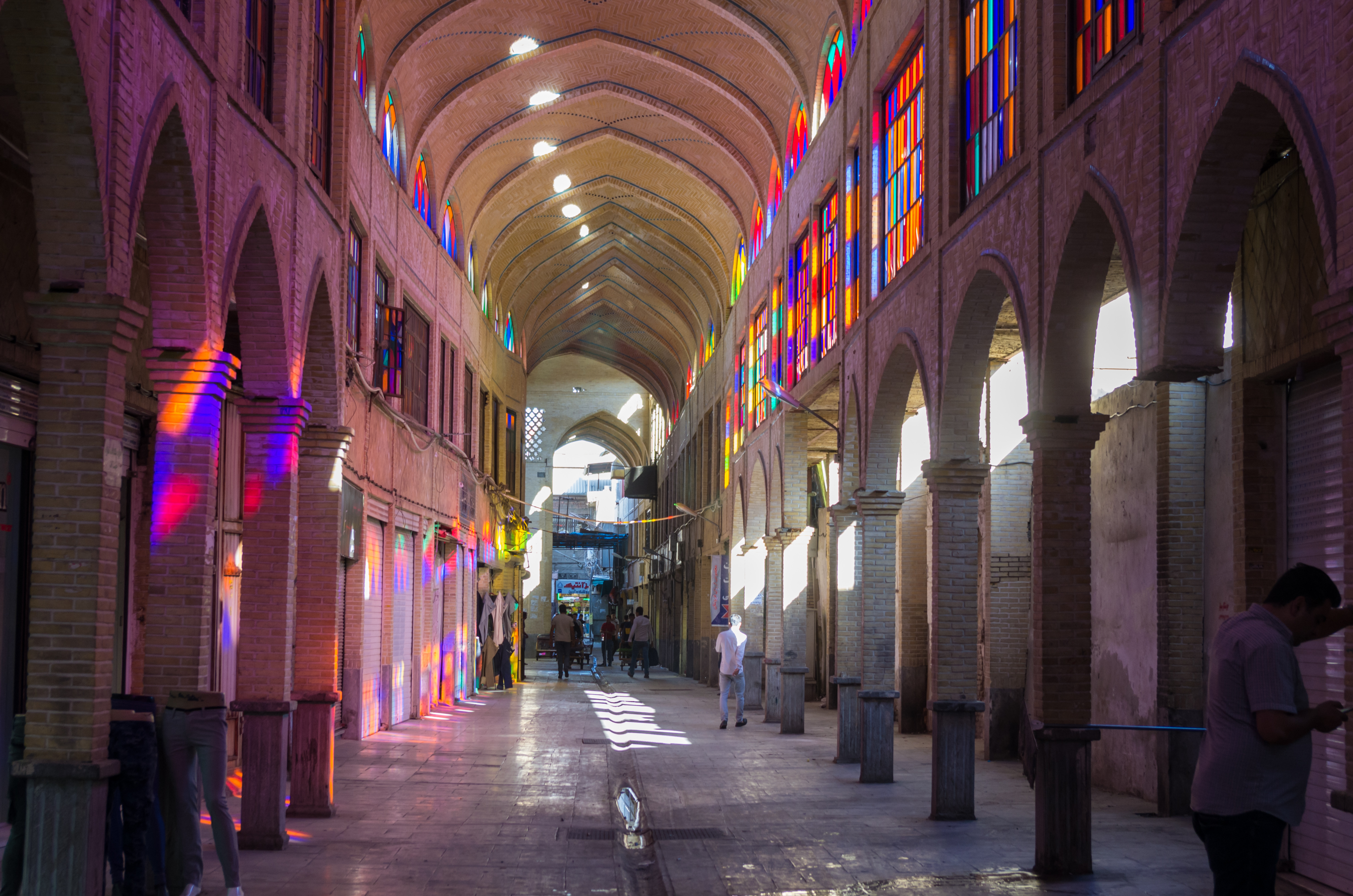
نمایی از درون بازار بزرگ تهران

### گردشگری

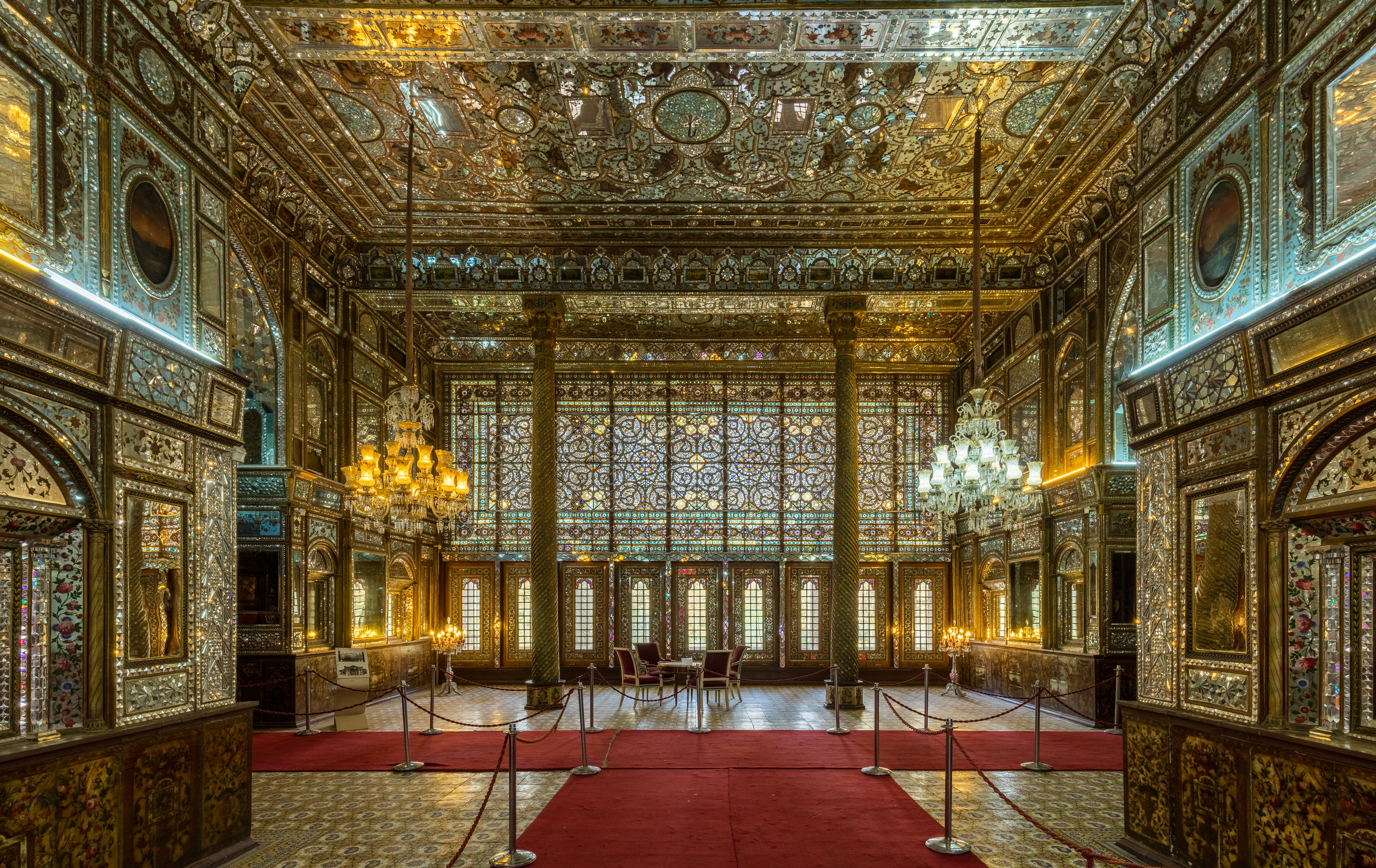
نمایی از تالار اصلی عمارت بادگیر در کاخ گلستان

#### هواپیمایی

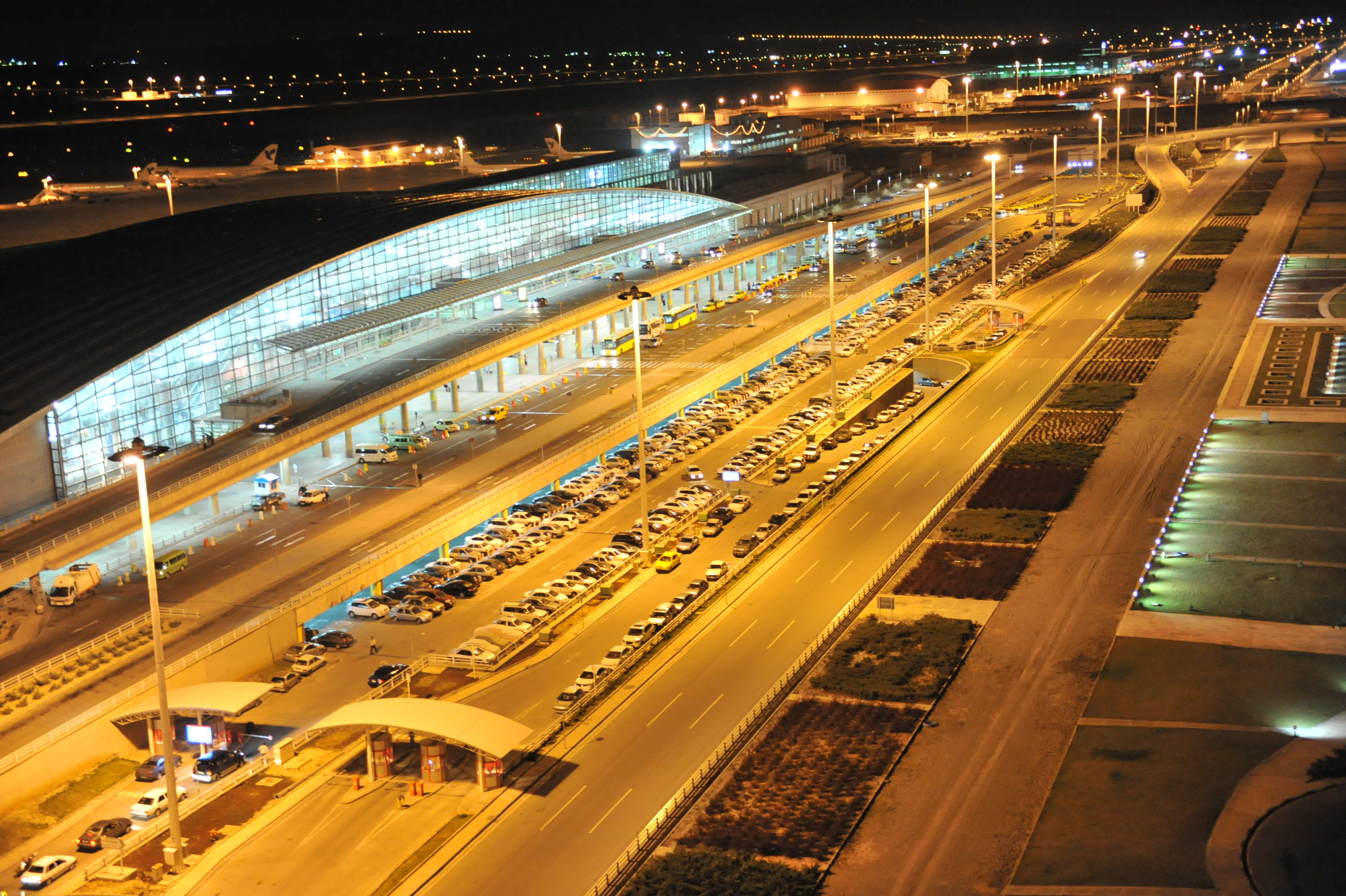
فرودگاه امام خمینی؛ فرودگاه بین‌المللی اصلی تهران

#### اتوبوس‌ها

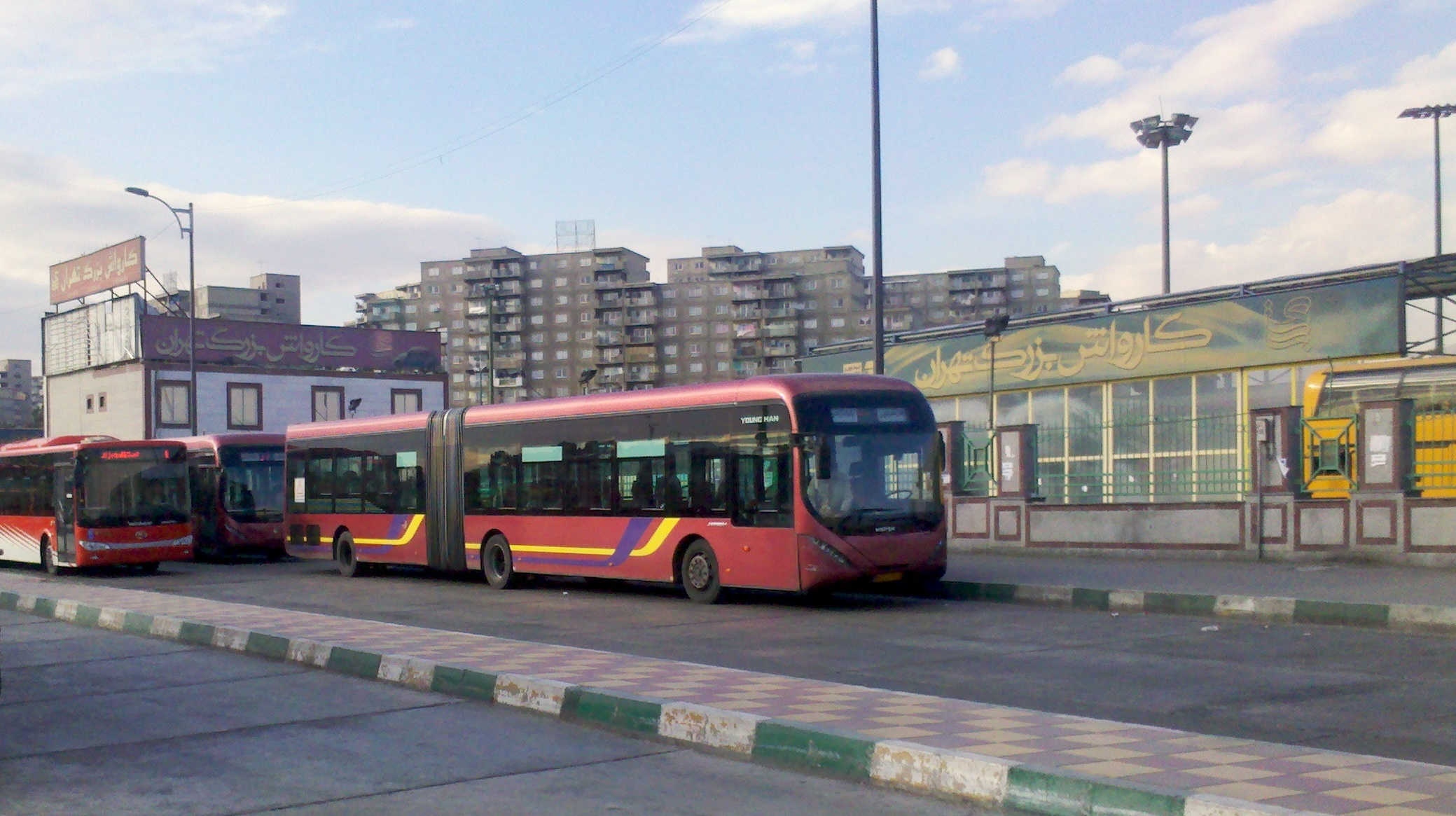
سامانه اتوبوس تندرو تهران در پایانه آزادی

#### خودروها، راه‌ها و ترافیک

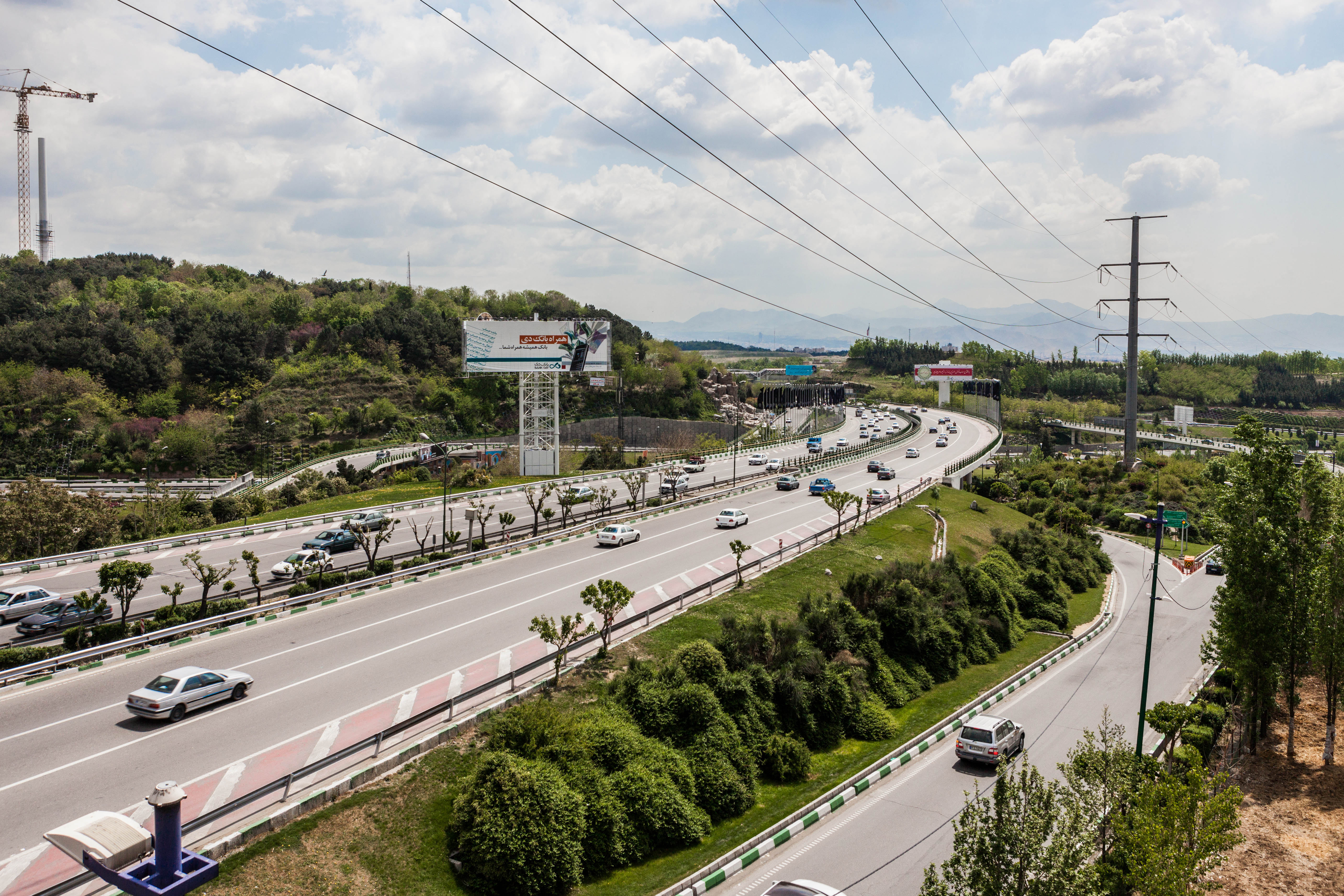
پل فجر در بزرگ‌راه همت

##### تاکسی‌ها

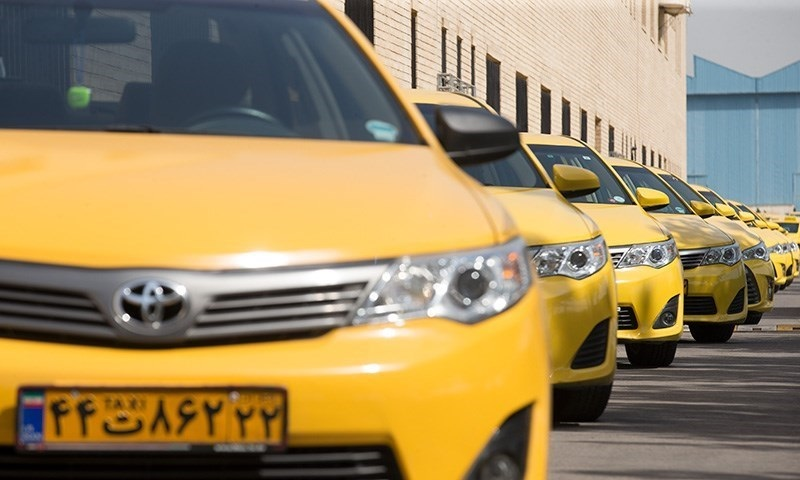
تاکسی‌های هیبریدی تهران

#### راه‌آهن و مترو

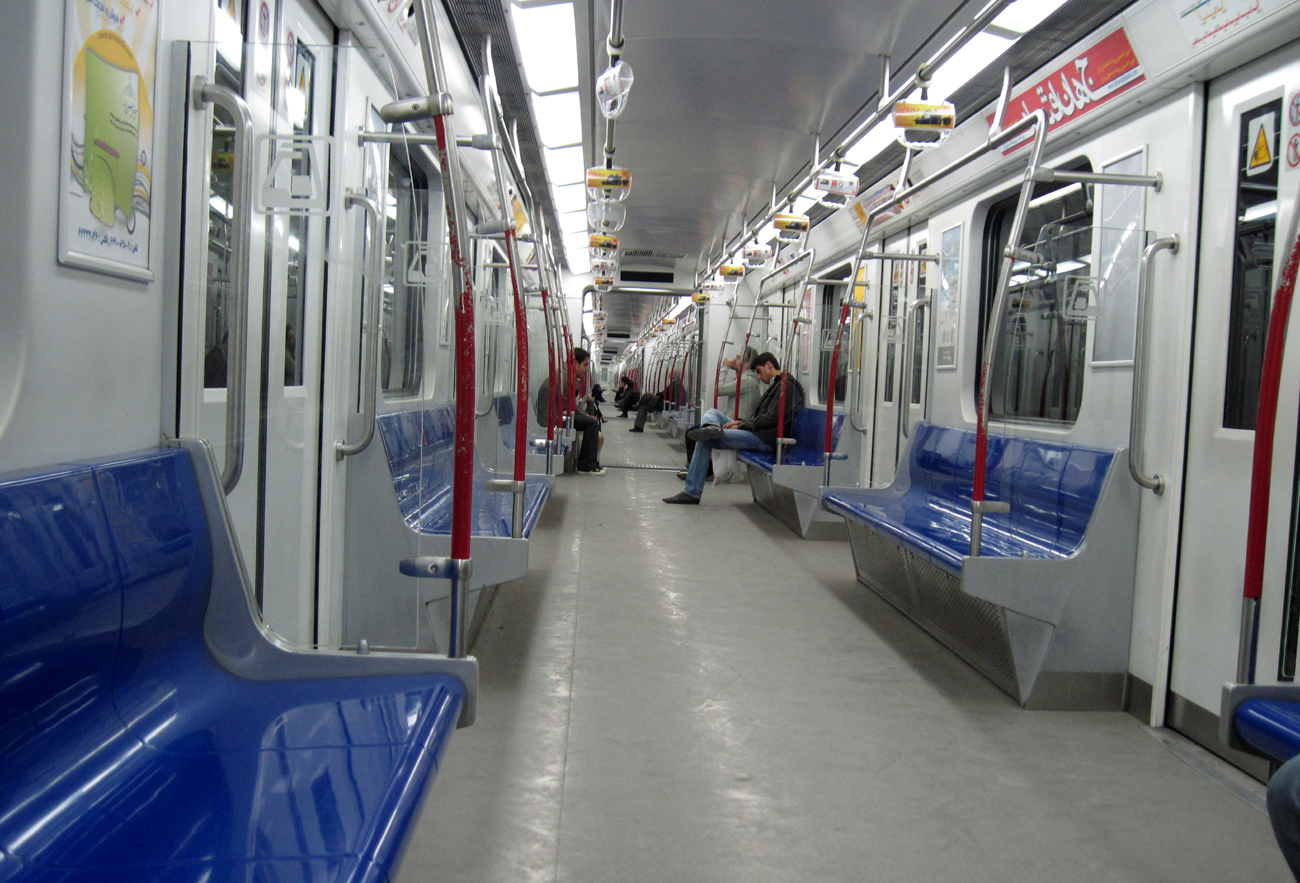
درون یکی از واگن‌های مترو تهران

### فضای سبز

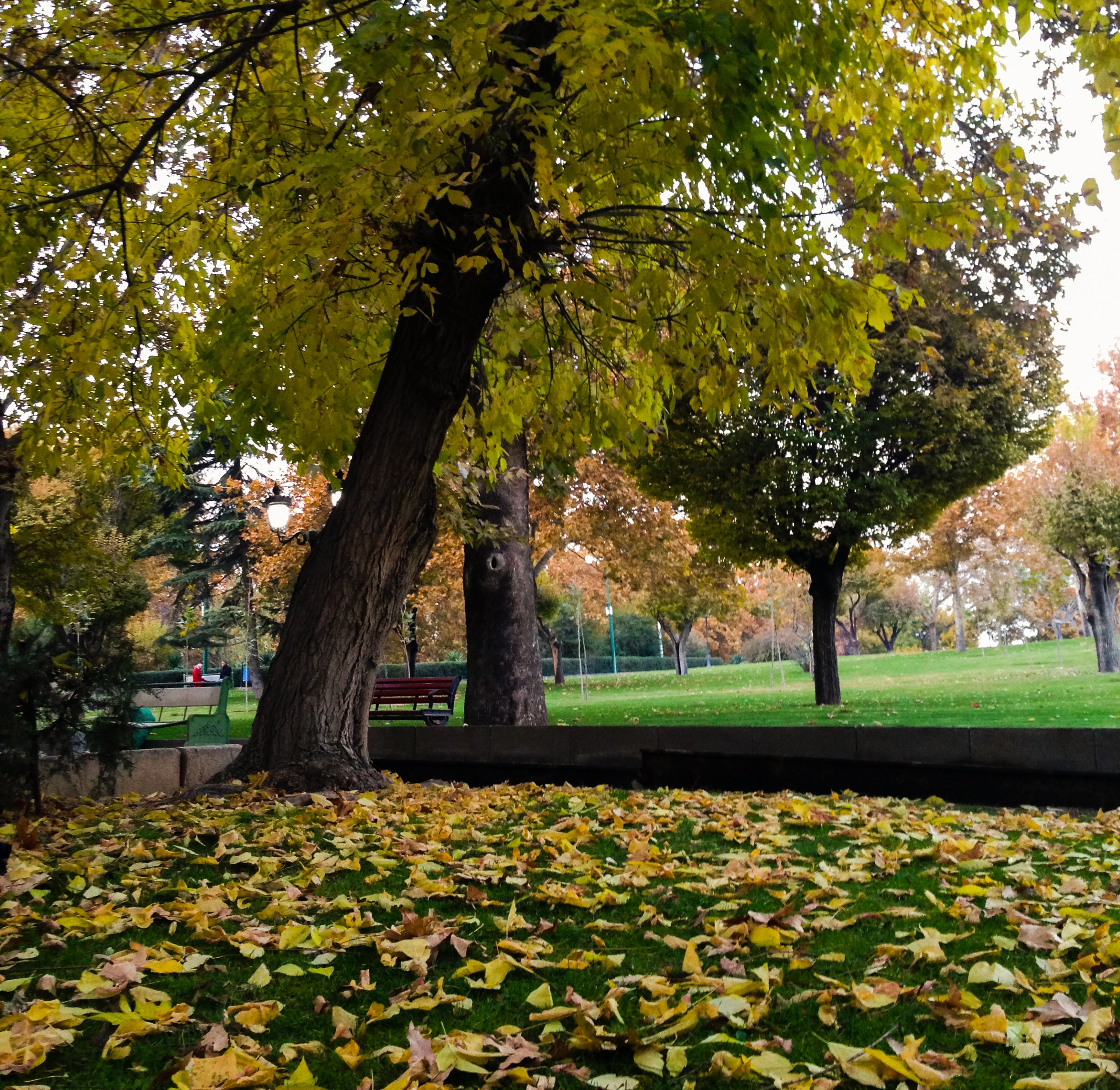
بوستان ملت در پاییز

### تئاتر

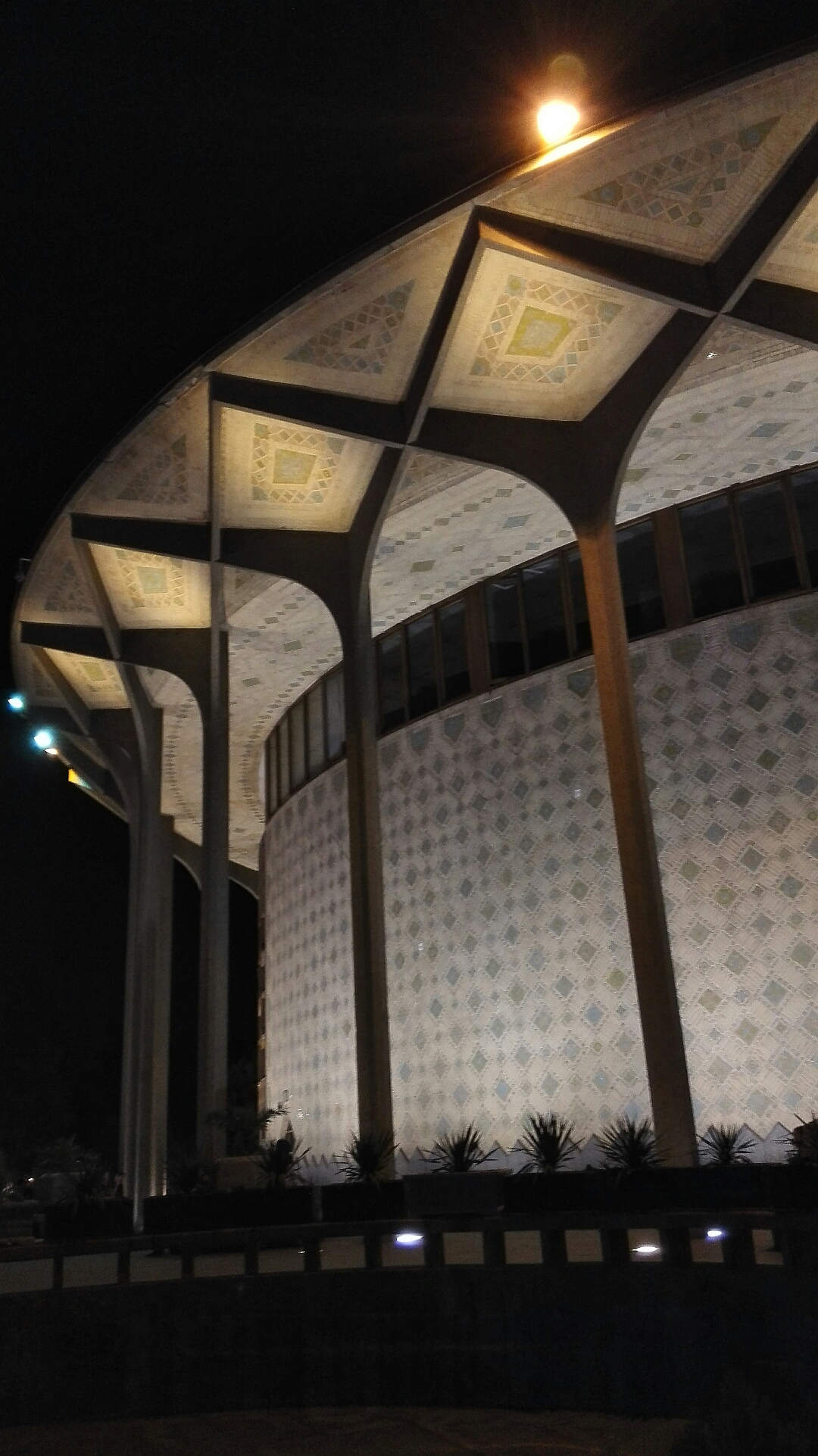
تئاتر شهر، از بزرگ‌ترین مجموعه‌های نمایش تئاتر ایران

### فیلم و سینما

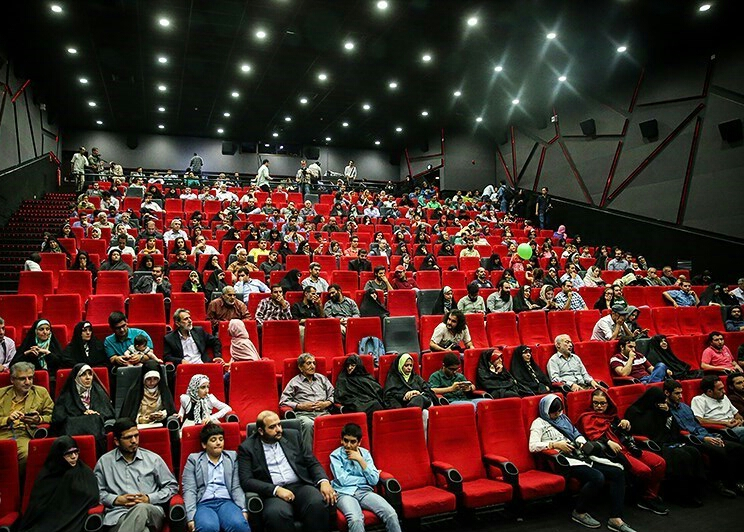
پردیس سینمایی کورش، بزرگ‌ترین پردیس سینمایی در ایران

### موسیقی

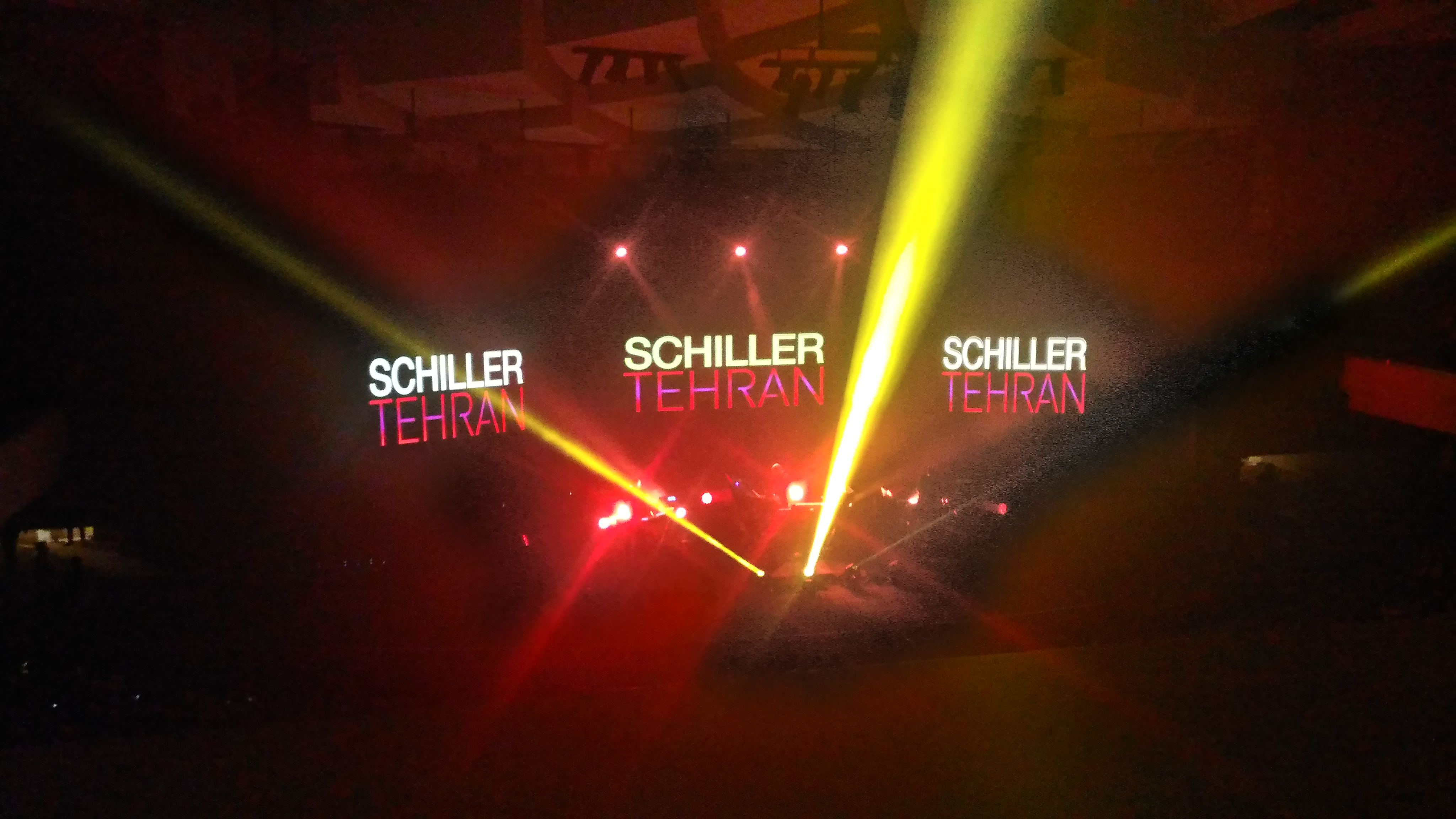
اجرای گروه شیلر در تالار وزارت کشور

### موزه‌ها

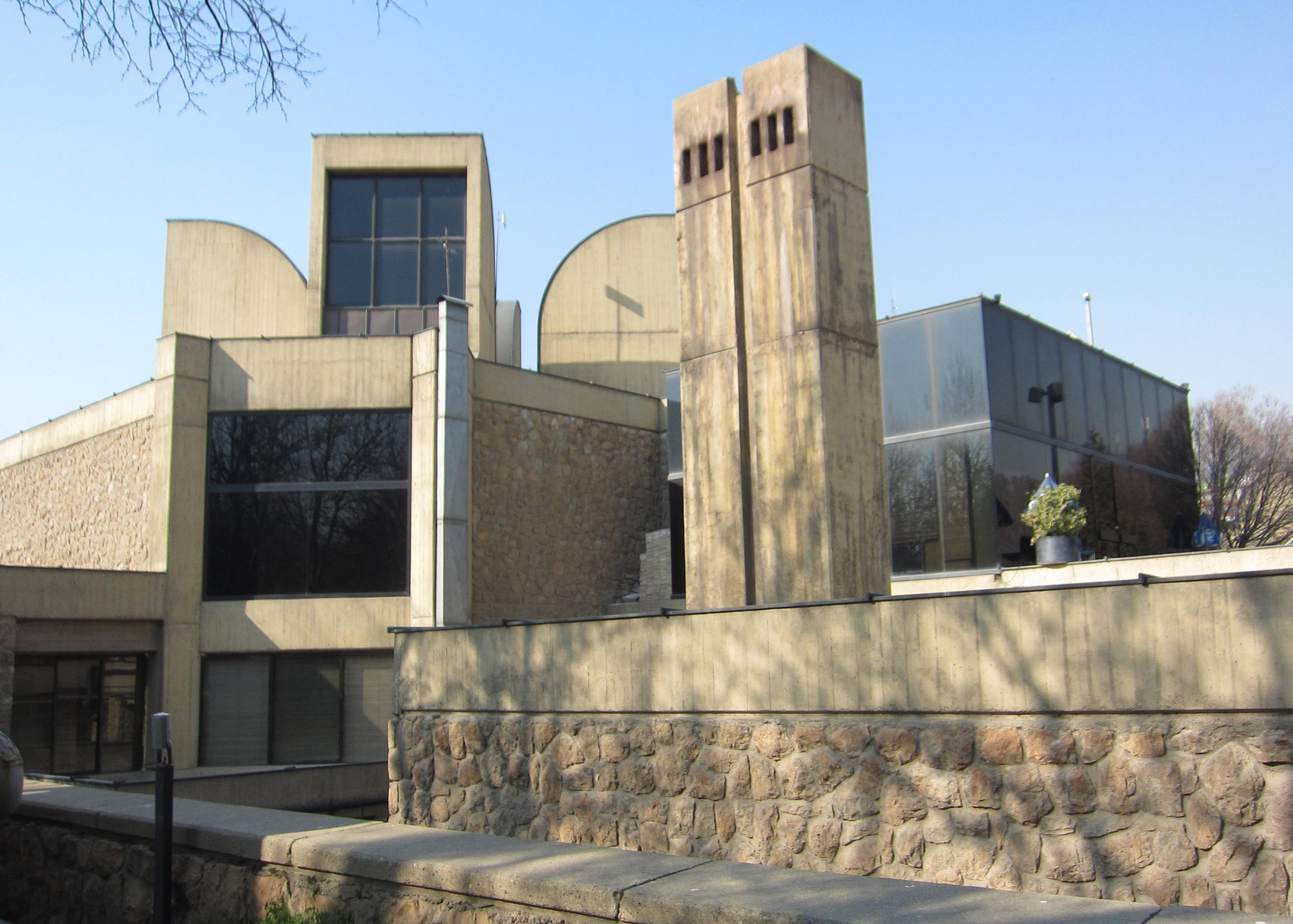
نمایی از موزهٔ هنرهای معاصر تهران؛ گالری این موزه محل برگزاری نمایشگاه‌های هنری است، که در آن‌ها گنجینه‌هایی از هنرمندان بین‌المللی نیز نمایش داده می‌شود.

### ورزش

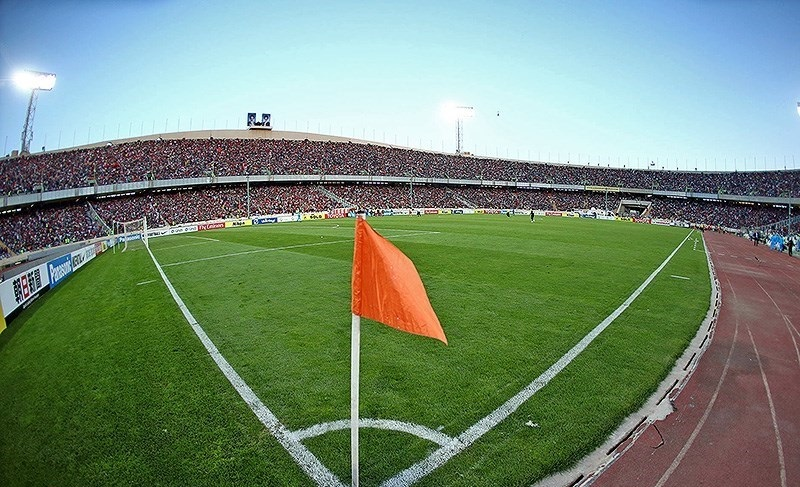
نمایی از ورزشگاه آزادی، میزبان بازی‌های آسیایی ۱۹۷۴

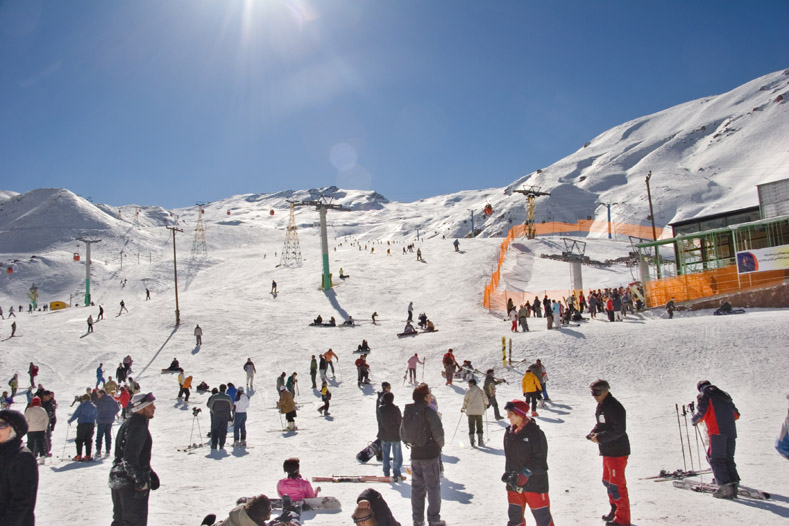
دیزین، مهم‌ترین پیست اسکی خاورمیانه

### حوزه‌های علمیه

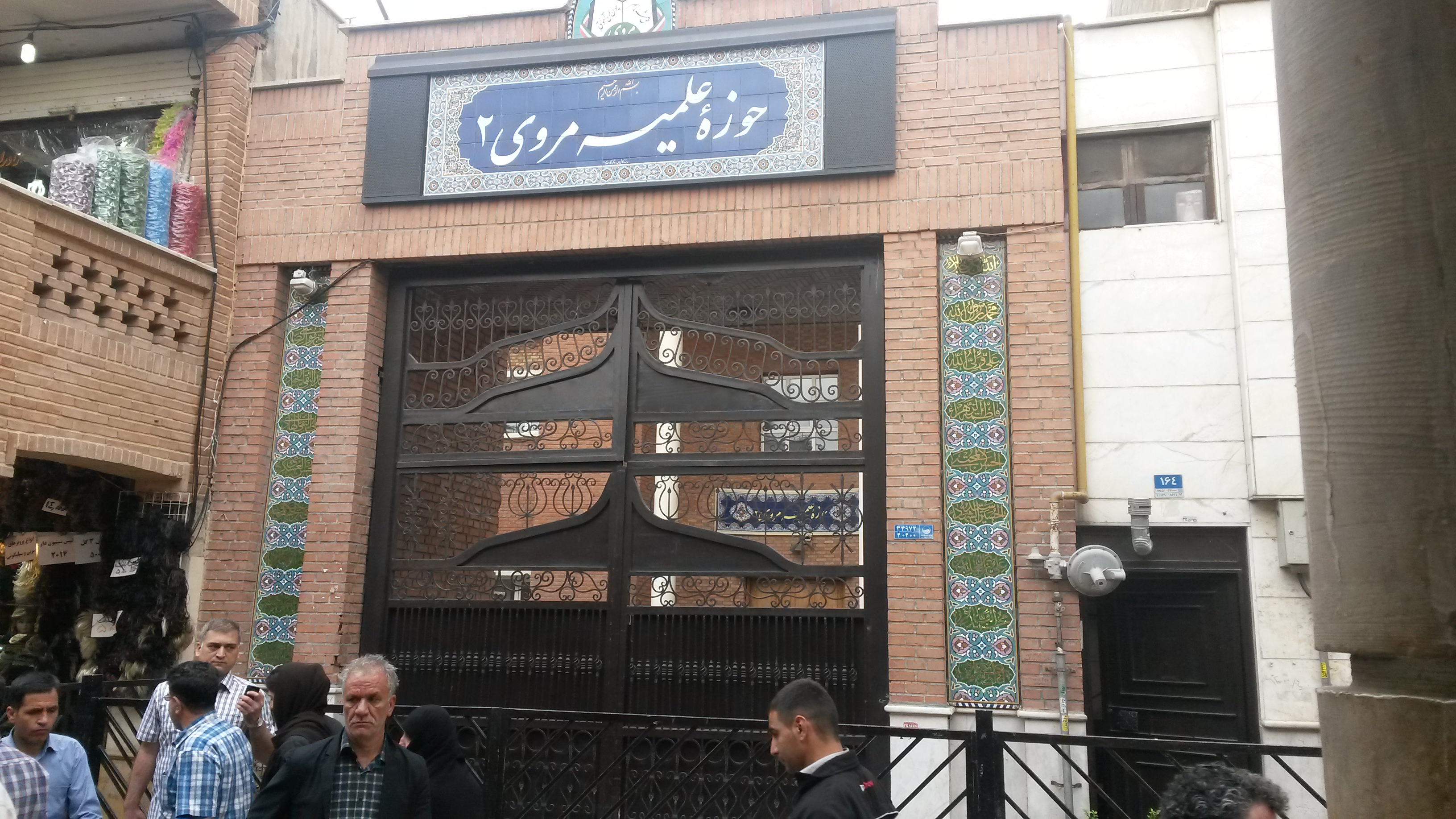
مدرسه علمیه مروی، قدیمی‌ترین مدرسه حوزه علمیه تهران

### دانشگاه‌ها

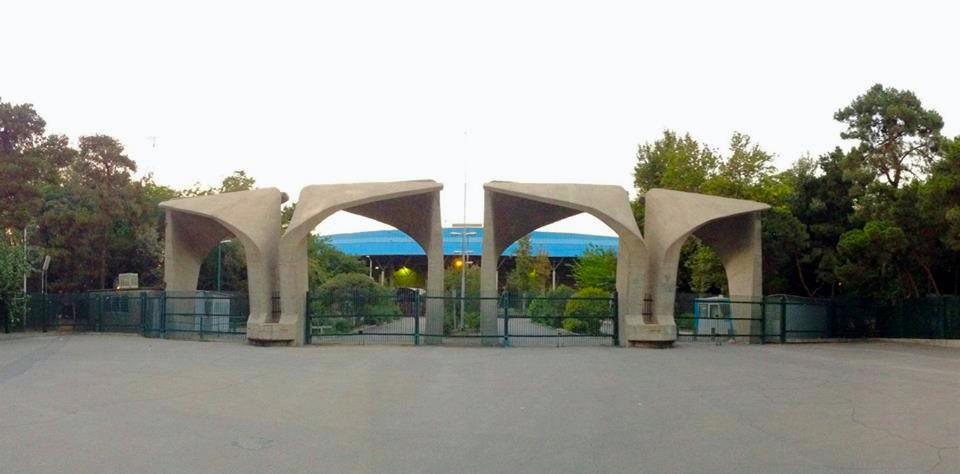
دانشگاه تهران، قدیمی‌ترین دانشگاه مدرن ایران

### آلودگی هوا

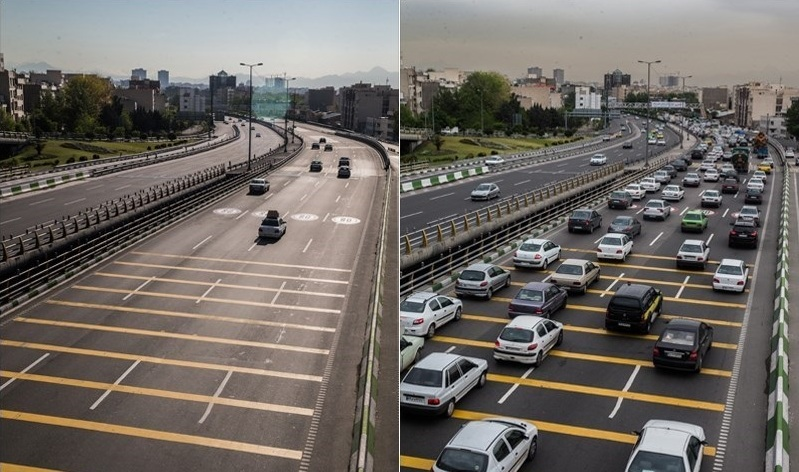
مقایسهٔ ترافیک تهران در یک روز کاری (راست) با یک روز تعطیل نوروزی. وسایل نقلیه به عنوان یکی از عوامل اصلی آلودگی هوای تهران شناخته می‌شوند.

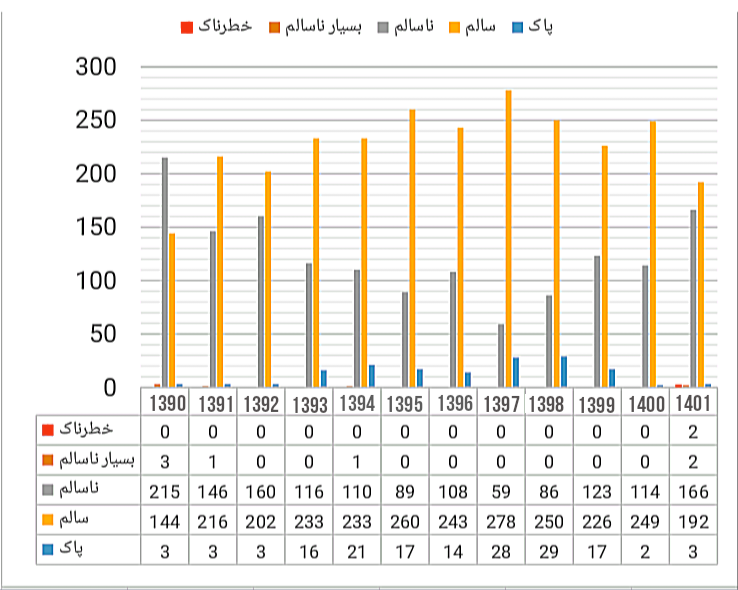
آمار روزهای آلوده و پاک هوای تهران از ۱۳۹۰ تا ۱۴۰۱

### شورای شهر تهران

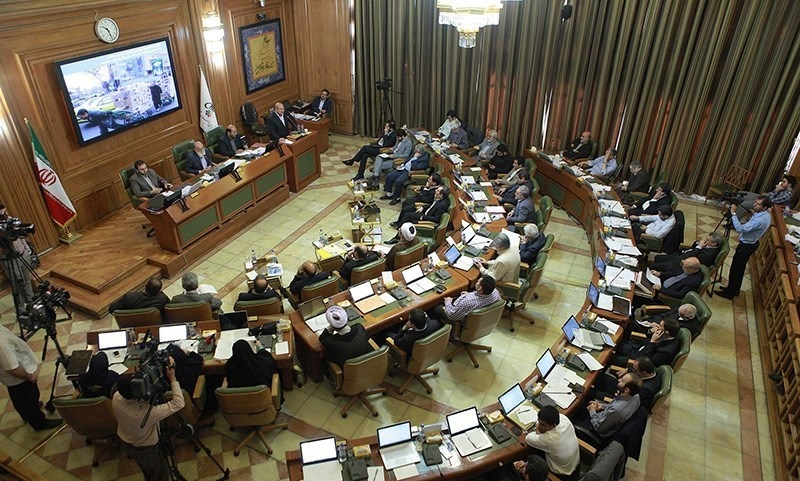
نمایی از یک نشست علنی شورای شهر تهران در سال ۱۳۹۴

## نام
منشأ نام تهران به صورت قطعی مشخص نیست و دربارهٔ ریشه‌شناسی آن، چند دیدگاه وجود دارد:
ریشه‌شناسی نام «تهران» همچنان نامشخص است و تفسیرهای مختلفی در طول سال‌ها پیشنهاد شده است. برخی از محققان ارتباطاتی با اصطلاحات به معنای «عمق» یا «دشت» پیشنهاد کرده‌اند، در حالی که دیگران به تضاد بین تهران و نزدیک‌ترین منطقه، شمیران، که با مخازن آب مرتبط است، اشاره کرده‌اند. املای نام در طول زمان تغییر کرده است. حرف ابتدایی «ط» برای مدت طولانی به همان شیوه‌ای که «ت» استفاده می‌شد، به کار می‌رفت و انتخاب مورد علاقه در بیشتر اسناد نوشته شده تا اوایل سده بیستم بود.
1. ران پسوندی به معنای «دامنه» است و شمیران و تهران به بالادست و پایین‌دست بودن اشاره دارد.[۹]
2. تهران تغییر شکل یافتهٔ تهرام به معنای «منطقهٔ گرمسیر» است و در مقابل آن شمیرام یا شمیران به معنای «منطقهٔ سردسیر» قرار دارد.[۱۰]
3. سراسر دشت پهناوری که امروزه «تهران بزرگ» خوانده می‌شود، در میان کوه‌های اطراف خود، گود به نظر می‌رسید و بدین سبب ته ران نام گرفت.[۹]
4. به‌دلیل اینکه مردم تهران هنگام حملهٔ دشمن زیر زمین پنهان می‌شدند، آن را ته ران به معنای «زیرزمین» نامیدند.[۹][۱۰]
5. در زمان حمله مغولان مردم ری به انتهای شهر فرار کردند از را ته ری یا 'ته ران نامیدند.

نخستین اشاره به نام تهران در نوشته‌های تاریخی، در حدود سال ۴۵۰ توسط خطیب بغدادی و در پی ثبت مرگ حافظ تهرانی در تاریخ بغداد انجام شده است. پس از آن نیز نام تهران به خاطر انار خوبش در فارس‌نامهٔ ابن بلخی آمده است.
واژه تهران از لحاظ لفظی، با واژه‌های نیاوران، قصران، شهران، برکمران (پیرانشهر) و یفران (اصفهان) مرتبط می‌باشد.
برای نخستین بار، نام تهران در کتاب معجم البلدان اثر یاقوت حموی، در سال‌های ۱۱۷۹ تا ۱۱۸۰ میلادی ذکر شده است. در این کتاب، با استناد به گفته‌های برخی تاریخ‌نگاران محلی، آمده که ساکنان اولیه تهران مردمی غارنشین بوده‌اند که در شرایطی نزدیک به زندگی وحشیانه، در زیرزمین‌ها سکونت داشته‌اند. این افراد همواره با همسایگان خود در ستیز بوده و نسبت به حاکمانشان سر ناسازگاری داشته‌اند.

### شیوهٔ نگارش
روستایی که پیش‌درآمد شهر تهران بوده است، پیش از اسلام نیز وجود داشت و پس از اسلام نام آن معرب گردیده است و از تهران به طهران تبدیل شد. با وجود این، جغرافی‌دانان معروف آن روزگار نیز به املای تهران اشاره نموده‌اند. هم‌زمان با جنبش مشروطه که تغییرات زیادی در ادبیات و نگارش زبان فارسی به وجود آمد، به‌مرور املای تهران رواج یافت و پس از تأسیس فرهنگستان ایران و تأکید آن بر املای تهران، املای دیگر (طهران) کاملاً منسوخ شد.

## پیشینه

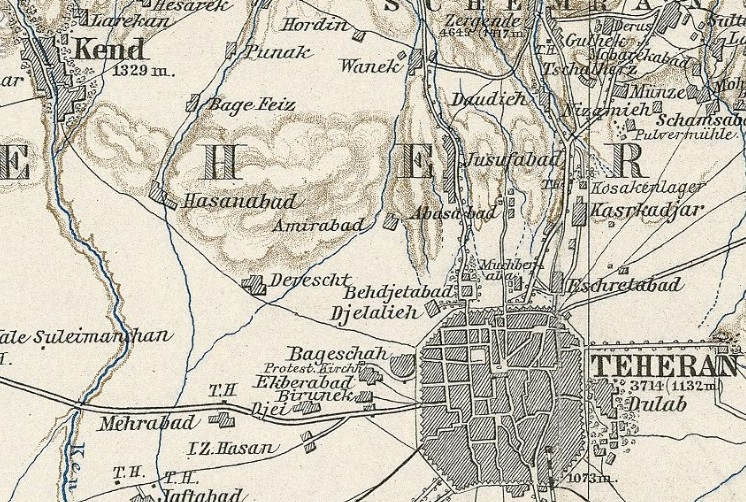
نقشه تهران و اطراف در سال ۱۲۷۹ خورشیدی.

### تهران کهن
تاریخ سکونت در تهران به زمان‌های باستان برمی‌گردد و شواهدی از فعالیت‌های کشاورزی در این منطقه به قدمت ۶۰۰۰ سال قبل از میلاد در سایت نئولیتیک چشمه علی در ری وجود دارد. یافته‌های باستان‌شناسی در ری،  ازجمله سفال‌ها، نشان می‌دهد که این منطقه در زمان ورود آریایی‌ها (حدود ۱۲۰۰-۱۰۰۰ قبل از میلاد) مسکونی بوده است. توسعه تهران احتمالاً به استفاده از آب‌های سطحی از سیستم جاجرود مرتبط بوده است.
تهران پیشینه‌ای طولانی دارد و باستان‌شناسان بر این باورند که زندگی در این منطقه به دوران نوسنگی برمی‌گردد. در سال ۱۳۹۳، اسکلت یک انسان در منطقهٔ مولوی تهران، متعلق به حدود ۷٬۰۰۰ سال پیش پیدا شد؛ در سال ۱۳۹۴ نیز یک اسکلت دیگر به همراه ابزارهای سنگی در نزدیکی همان محل یافت شد.
به سال ۴۶۳ قمری برای اولین بار، نام «طهران» در کتاب «تاریخ بغدادی» ثبت گردید.
در اثر کاوش‌های علمی سیف‌الله کامبخش‌فرد، در سال ۱۳۴۸ در ارتفاعات قیطریه، دومین کشف بزرگ باستان‌شناسی تهران پس از ری به دست آمد که قدمت تمدن در این شهر را به سه هزار و دویست سال پیش می‌رساند.
در برخی نوشته‌های پارسیگ، ری به عنوان زادگاه زرتشت معرفی شده است. همچنین در درگیری میان داریوش سوم و اسکندر مقدونی، اسکندر و سپاهیانش برای چند روز در این منطقه توقف داشتند.
در نوشته‌های تاریخی از تهران به عنوان منطقه‌ای خوش آب و هوا و پر از باغ‌های میوه یاد شده است. در اوایل سده هفتم بر اثر حملهٔ چندبارهٔ مغول‌ها به ری و رخدادهایی همانند زلزله، ری که از شهرهای پرآوازهٔ آن دوران بود، ویران گشت، بسیاری از مردمش کشته شدند و گروه‌هایی از آن‌ها نیز به دیگر نقاط پناه بردند؛ تهران یکی از محل‌هایی بود که پناهگاه مردم ری شد که این در کنار انتقال دانش ساخت‌وساز، تجارت و شهروندی مردم ری به تهران، توانست آغاز فصل تازه‌ای برای پیشرفت تهران باشد.

### تهران در سده‌های ۱۲ و ۱۳
چهره تهران در سده‌های ۱۲ و ۱۳ با ظهور بیشتر متون مکتوب واضح‌تر شد. گزارش‌های تاریخی مختلف نشان می‌دهند که شخصیت‌های برجسته‌ای از تهران عبور کرده یا برای مدت‌های متفاوتی در آنجا اقامت داشته‌اند. ارجاعات مهمی از سوی جغرافیدان یاقوت حموی ارائه شده است که با وجود عدم آشنایی شخصی با تهران، در سال ۶۱۷ هجری (۱۲۲۰ میلادی) به ری سفر کرده و هشت سال قبل از حمله مغول اطلاعاتی دربارهٔ تهران از یک ساکن محلی که او را قابل اعتماد می‌دانست، جمع‌آوری کرده است. بعداً، زکریا بن محمد قزوینی که در سال ۶۷۴ هجری (۱۲۷۵ میلادی) می زیست، عمدتاً گزارش یاقوت را بازتولید کرده و احتمالاً مشاهدات خود را نیز به آن افزوده است.
یاقوت حموی تهران را به عنوان یک بازارگاه (قُرَا) یا حتی «بازارگاه بزرگ» (قَرْیَةٌ کَبِیرَةٌ) توصیف کرده است که از دوازده محله (مَحَلَّه) تشکیل شده بود، که این عدد ممکن است نمادین باشد. هر محله تحت سرپرستی یک بزرگ (شیخ) بود و رقابت‌های بین این شیخ‌ها به حدی شدید بود که ساکنان معمولاً از ورود به محله‌های یکدیگر خودداری می‌کردند. قزوینی اشاره کرده است که روابط با مقامات محلی نیز به همین اندازه دشوار بود و ساکنان تهران در مورد میزان مالیات‌های خود با فرماندار استانی دچار اختلافات تلخی بودند. وقتی مبلغ مالیات توافق می‌شد، آنها تمایل داشتند آن را با کالاهایی که خودشان ارزش‌گذاری کرده بودند، پرداخت کنند و به این ترتیب فقط به مقامات ظاهراً احترام می‌گذاشتند.

### نخستین زیرساخت‌های شهری
ویژگی‌های معماری منحصر به فرد تهران برای ناظران اولیه جالب توجه بود. خانه‌ها در میان حصارهای انبوه و پرپشت پراکنده بودند و پناهگاهی امن برای ساکنان فراهم می‌کردند. بسیاری از این خانه‌ها زیرزمینی یا نیمه‌زیرزمینی بودند که دسترسی به آنها را دشوار می‌ساخت. قزوینی آنها را به «حفره‌های جربوعه» (کَنافِقَائِی الیَرْبُع) تشبیه کرده است. این عادات غارنشینی تا حدی تا زمان‌های نسبتاً اخیر ادامه داشت. اگرچه نویسندگان دوره صفوی دیگر به این موضوع اشاره نکردند، اما مسافر کِر پورتِر در سال ۱۸۱۸ مشاهده کرد که در داخل شهر، چاه‌ها و حفره‌هایی به مسکن‌های زیرزمینی برای فقرا یا اصطبل‌هایی برای حیوانات بارکش منتهی می‌شد. چنین شرایط زندگی احتمالاً به امنیت در جوّ ناآرام شهر کمک می‌کرد، هرچند که این پدیده در سرتاسر شمال ایران به عنوان راهی برای مقابله با سرماهای زمستانی رایج بود.
در دوران صفوی بسیار بر اهمیت تهران افزوده شد. در سال ۹۳۳، شاه تهماسب صفوی فرمان ساخت حصاری با چهار دروازه و ۱۱۴ برج را برای تهران داد. این کار که برای پشتیبانی از پایتخت آن زمان کشور، قزوین صورت گرفت، بر اهمیت تهران افزود؛ پس از این نیز بناهایی شامل حمام، تکیه و مدرسهٔ خانم به دستور مهین‌بانو، خواهر شاه تهماسب، ساخته شدند. از دیگر رخدادهای مهم آن دوران، ساخت بازاری برای تهران بود که پس از ساخت حصار انجام شد. تعیین بیگلربیگی برای بلوک تهران توسط شاه عباس صفوی نیز بیش از پیش بر اهمیت تهران افزود.

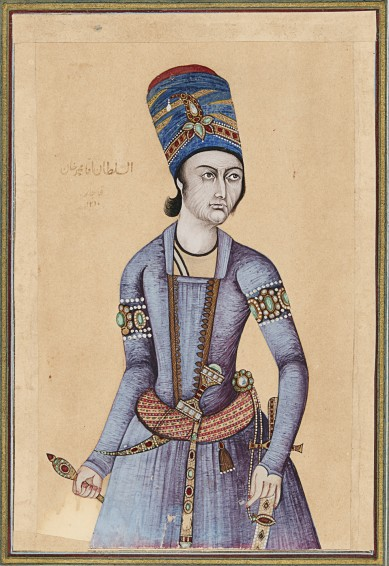
آقامحمدخان قاجار (نگاره در ۱۲۱۰ ه‍.ق) تهران را پایتخت خواند.

پس از سرنگونی صفویان، تهران به دست افغان‌ها افتاد و بار دیگر مرکز رخدادها و توجهات شد. نادرشاه افشار تهران را از افغان‌ها گرفت و پسرش، رضاقلی میرزا را حکمران آن کرد که نشان از اهمیت این شهر در آن زمان داشت؛ پیشینهٔ محله‌هایی نظیر چاله‌میدان و عودلاجان نیز به این دوران برمی‌گردد. تهران که پس از صفویان بارها محل اقامت افراد مهم حکومتی بود، در ۱۱۳۹ بیشتر هم مورد توجه قرار گرفت و کریم‌خان زند اقداماتی را برای پایتخت شدن تهران انجام داد؛ او برای مدت کوتاهی تهران را به عنوان پایتخت برگزید اما در نهایت به دلایل اقلیمی و زیست‌محیطی، پایتخت را به شیراز منتقل کرد.

### پایتخت‌شدن تهران

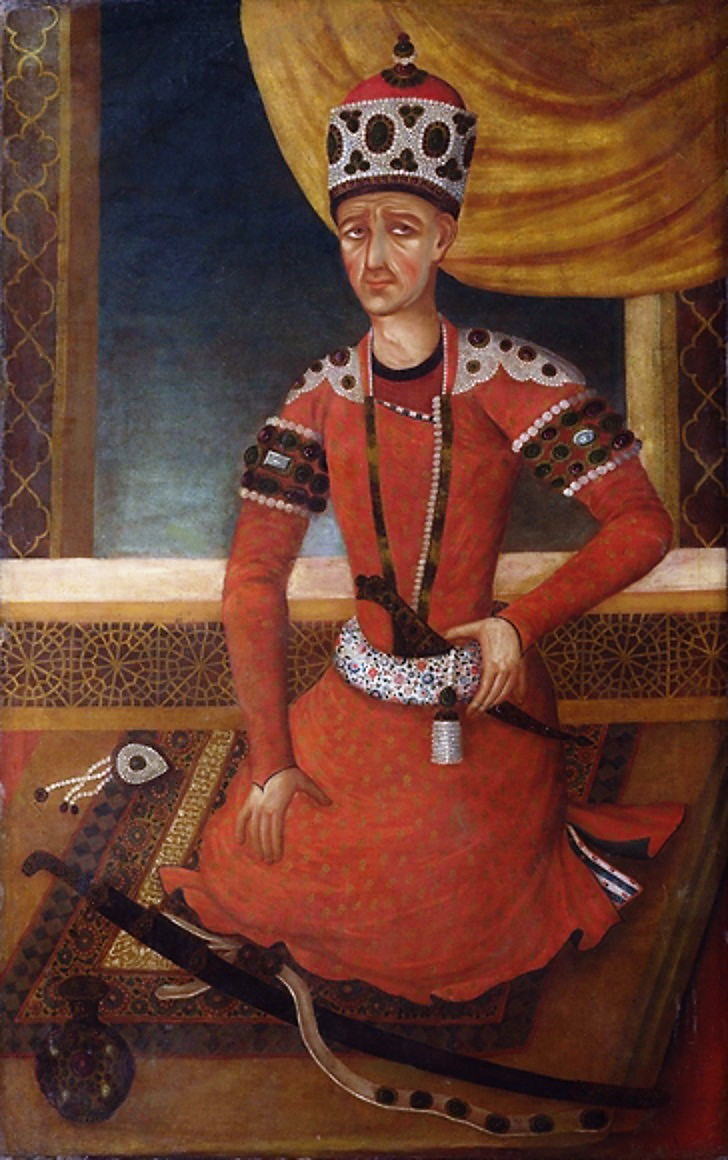
نگاره‌ای از آقا محمدخان، بنیان‌گذار قاجاریان، که تهران را پایتخت خواند.

آقامحمدخان قاجار، بنیان‌گذار دودمان قاجار که پس از بارها تلاش برای تصرف تهران، بالاخره موفق به انجام این کار شده بود، در نوروز سال ۱۱۶۵، پس از سال‌ها جنگ با خاندان زند و مدعیان پادشاهی، تهران را پایتخت خواند. در آن زمان جمعیت تهران از بیست هزار تن فراتر نمی‌رفت و نیمی از تهران باغ و بستان بود. چنان‌که منابع دوره قاجاریه می‌گویند، آقامحمدخان آن را «مقر اساس سلطانی» و «مقر ایالت و مرکز خلافت» تبدیل کرد. آقامحمدخان معماران و صنعتگران زیادی را با خود از اصفهان به تهران برد. از دلایلی که آقامحمدخان، تهران را به عنوان پایتخت ایران برگزید، می‌توان به موقعیت راهبردی جنگی، خودکفایی تولیدی و اقتصادی تهران آن زمان، نزدیکی به گرگان (مرکز ایل قاجار) و نزدیکی به ری اشاره کرد. سندی مربوط به سال ۱۷۸۷ م. موجود است که در آن از تهران با عنوان «دارالسلطنه» نام برده شده است. این نشان می‌دهد که جایگاه تهران به عنوان مرکز حکومت از همان آغاز رسمیت داشته است. البته، در زمان حکومت پادشاهان بعدی از تهران با لقب «دارالخلافه» که لقب پر طمطراق‌تری است، یاد می‌شد.

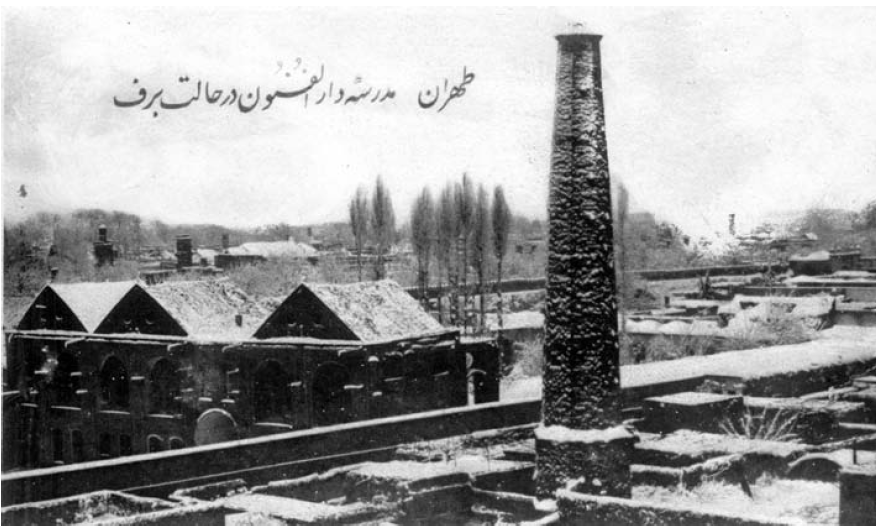
نگاره‌ای تاریخی از دارالفنون؛ بنیان‌گذاری شده در سال ۱۲۳۰

پایتخت ایران در زمان قاجاریه پیشرفت قابل توجهی داشت. فتحعلی‌شاه و محمدشاه قاجار اقدامات مهمی در راستای بهبود وضعیت پایتخت انجام دادند؛ با این حال تغییرات بنیادین شهر تهران در دوران ناصری انجام شد؛ این دوران که با اقداماتی همچون تأسیس ادارات، بیمارستان دولتی، دارالفنون، بهبود اساسی راه‌های اصلی و طرح نقشهٔ جدید شهر همراه بود، باعث شد تهران به بزرگ‌ترین شهر ایران با ۲۵۰٬۰۰۰ تن جمعیت تبدیل شود.

### تهران در جنگ جهانی اول
در طول جنگ جهانی اول، علیرغم اعلام رسمی بی‌طرفی ایران، دو کشور بریتانیا و امپراتوری روسیه  به‌دلیل عدم اعتماد باعث نقض حاکمیت ارضی شدند.
طی اشغال ایران در جنگ جهانی اول، روسیه پس از اشغال شمال غرب ایران، در اطراف قزوین لشکر کشید و با نزدیک شدن به تهران باعث بحرانی شدن اوضاع تهران و انحلال مجلس شد. احمدشاه و اطرافیان تصمیم گرفتند که با ترک تهران و جا به جایی پایتخت، سلسله قاجار را حفظ کنند. اما از دست رفتن پایتخت ممکن بود به شورش شهرها منجر شود. از این رو با جداسازی دولت و سلطنت، پایتخت دولت وقت به قم و سپس به اصفهان مهاجرت کرد و پایتخت سلطنت همچنان در تهران ماند. در سال ۱۲۹۴ نبرد رباط‌کریم در برابر روس‌ها رخ داد؛ با آن که مقاومت مردمی در برابر روس‌ها شکست خورد، اما پایتخت همچنان تهران ماند.

### تغییرات بنیادین، پایتختی پیشرفته
در کتاب ایران و مسئله ایران نوشته جرج کرزن آمده است: «ناصرالدین شاه بعد از بیست سال که از دوران فرمانروائی او گذشته از قرار معلوم به فکرش رسید که قبلة عالم در محوطة غیرکافی محصور گردیده از این رو ناگهان تهران بر مدار گسترش افتاد و او در صدد برآمد که حدود سابق آن را خراب کند و محلاتش را وسعت دهد. پس قسمت عمده برج و باروهای کهنه را خراب و خندق‌ها را صاف و حاشیه‌ای از بیابان اطراف را داخل شهر کردند و در یک مایلی گودال سابق، خندق و سنگر جدید از روی طرح وبان (vauban) ساختند.»
تبدیل‌شدن تهران از شهری معمولی به یک پایتخت مدرن، از دوران پهلوی شروع شد. در دوران پهلوی، امور کشوری در پایتخت متمرکز شد و تعداد کارکنان دولتی در شهر به سرعت افزایش یافت؛ در این دوران، شهر تهران علاوه بر دو وظیفهٔ سیاسی و تجاری، وظیفهٔ اداری را نیز پذیرفت.
در سال‌های ۱۳۱۲ تا ۱۳۱۸، ساخت مؤسسات آموزشی بزرگ همانند دانشگاه تهران و بیمارستان‌های امروزی آغاز گردید. ورزشگاه امجدیه، موزهٔ ایران باستان و کتابخانهٔ ملی نیز در همین سال‌ها تأسیس شدند. همچنین در شهر تهران، ساخت سینما، کافه، هتل و رستوران انجام شد و به علت ورود اتومبیل و اتوبوس، خیابان‌ها سنگفرش یا آسفالت شدند و ساختمان‌هایی جدید با معماری نوین غربی چهرهٔ پایتخت را دگرگون کردند.

گام‌های مهم صنعتی‌شدن تهران نیز در این دوران برداشته شدند. کارخانه‌های سیمان، بلورسازی، چیت‌سازی، دخانیات و صنایع نظامی در پیرامون پایتخت ساخته شدند؛ ایستگاه راه‌آهن نیز در همین دوران گشایش یافت.

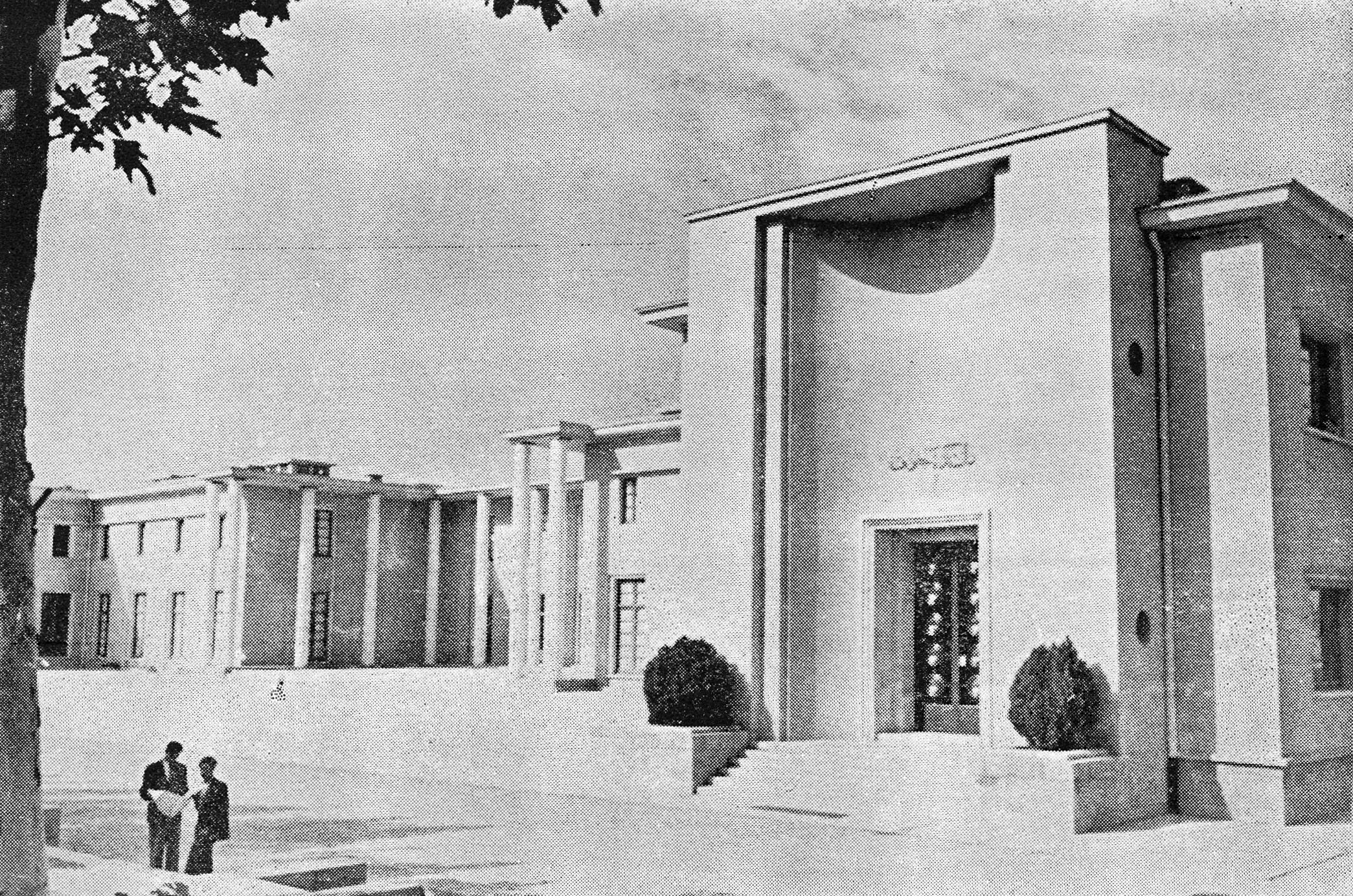
دانشکده حقوق و علوم سیاسی دانشگاه تهران
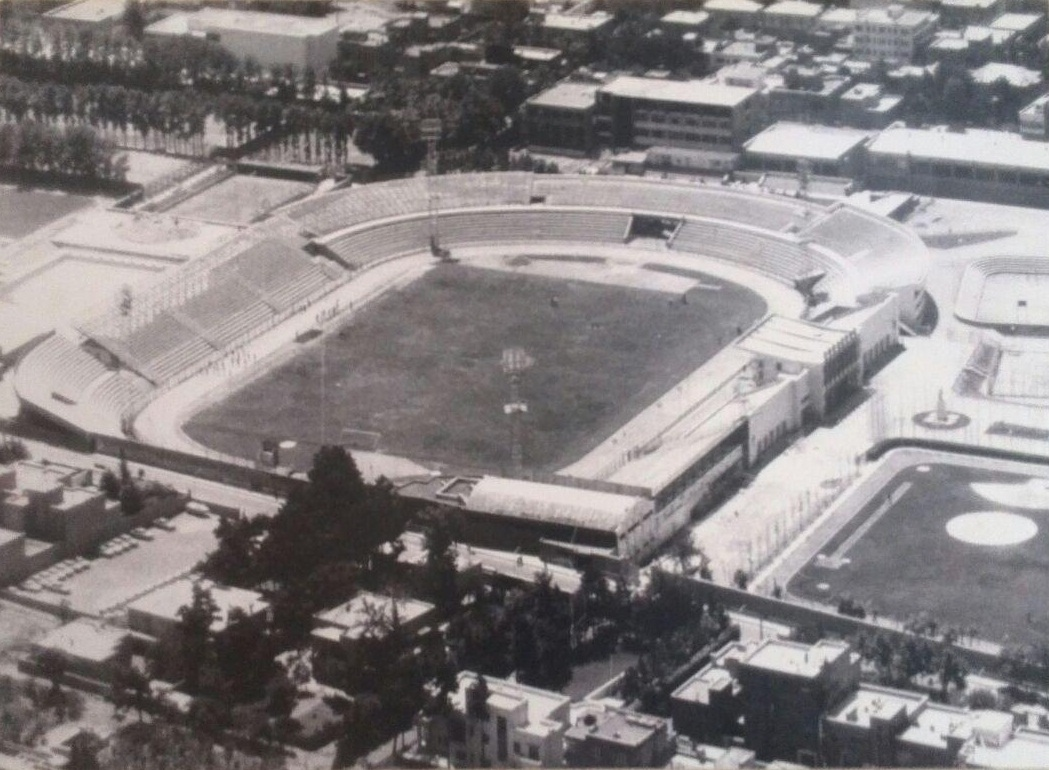
نمایی از ورزشگاه امجدیه
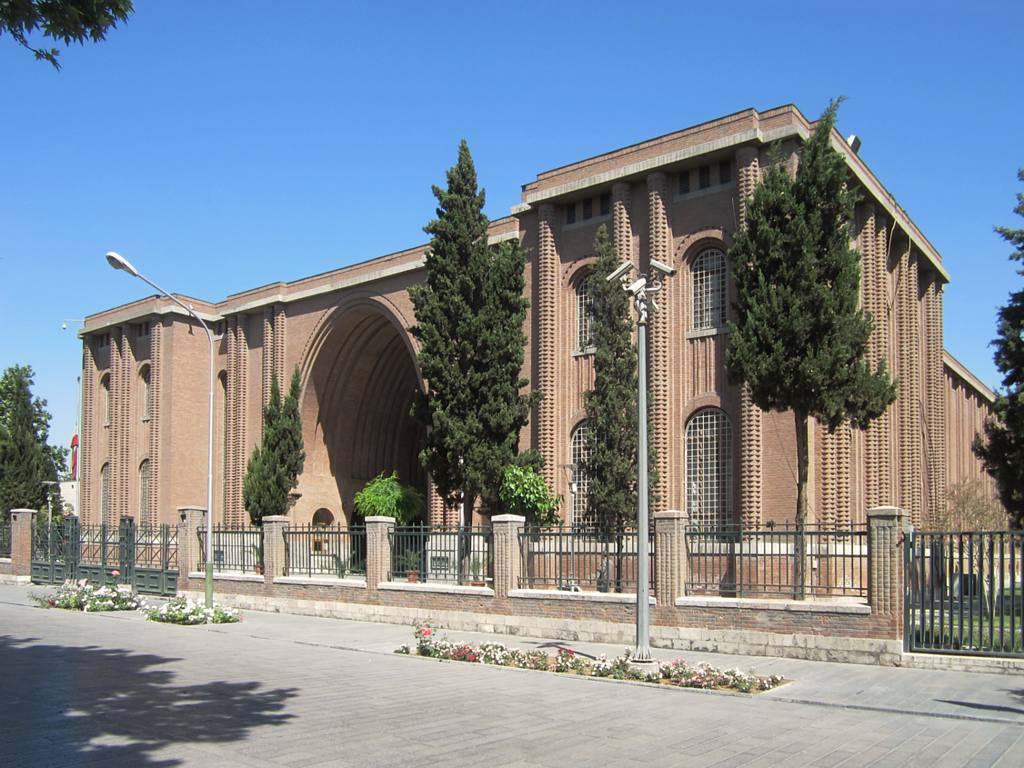
ساختمان موزهٔ ملی ایران
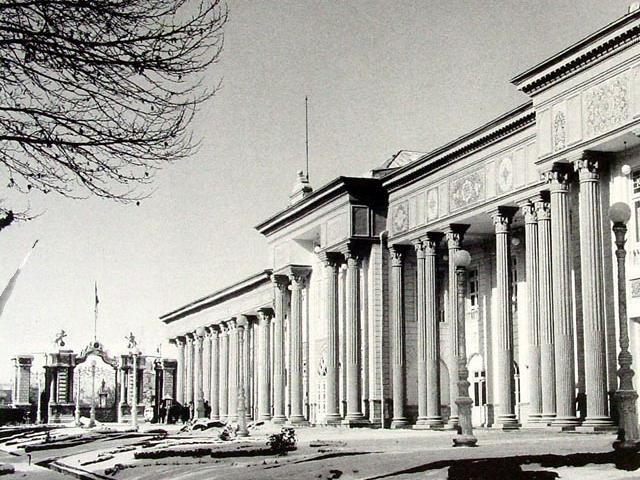
مجلس شورای ملی، سال ۱۳۳۴
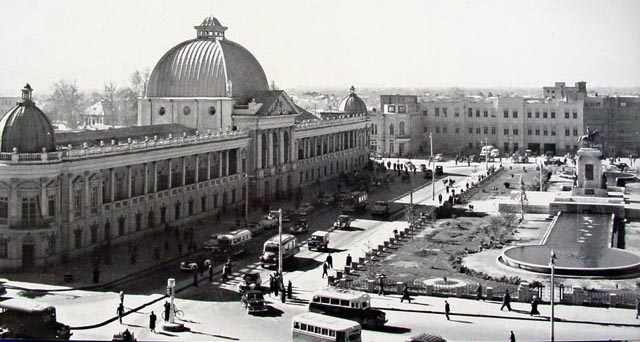
ساختمان تلگرافخانه در میدان توپخانه در دههٔ ۱۳۳۰

#### تهران در جنگ جهانی دوم

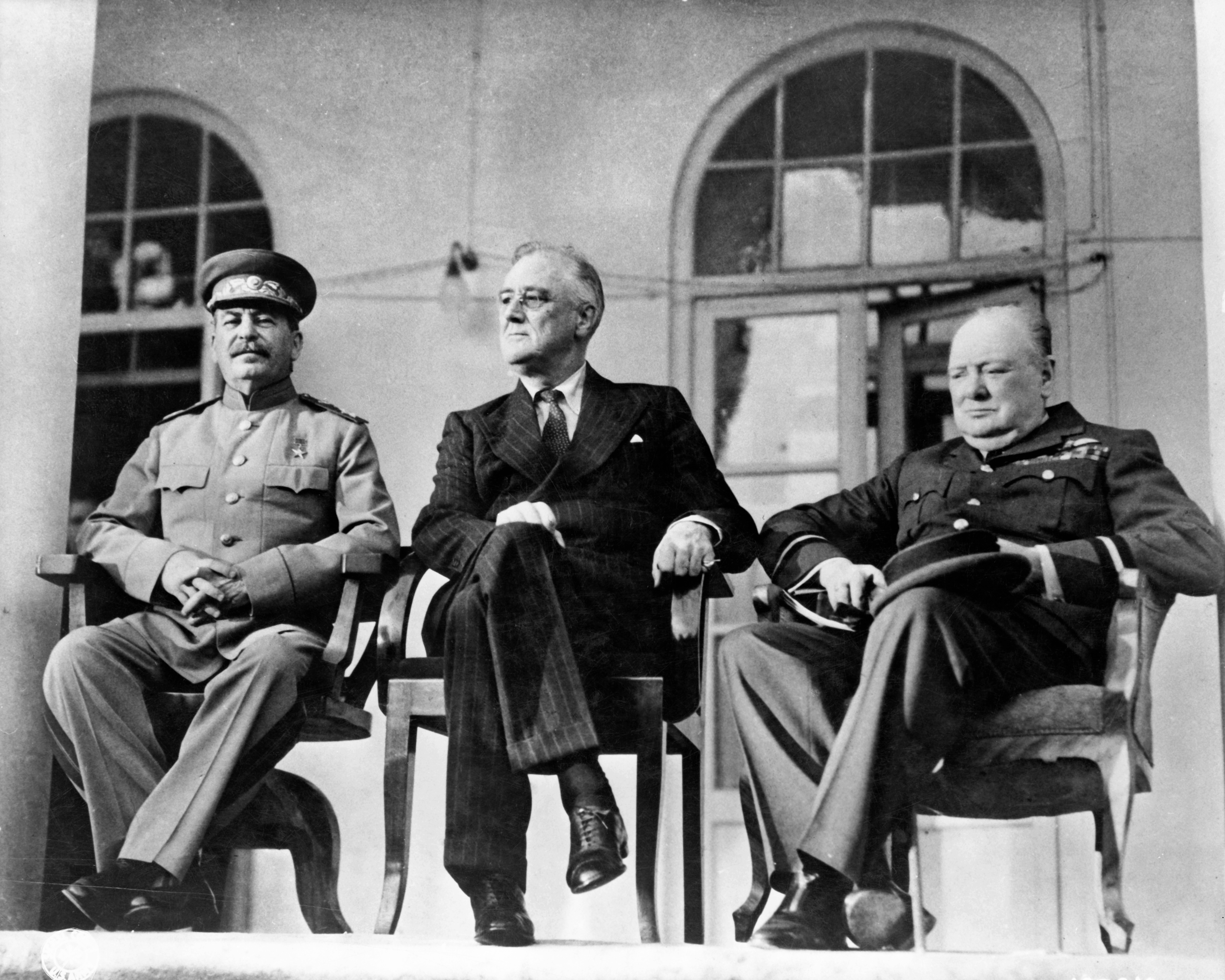
از راست به چپ چرچیل، روزولت و استالین در کنفرانس تهران

در طول جنگ جهانی دوم، نیروهای شوروی و انگلیس وارد شهر شدند. همچنین از ۶ تا ۹ آذر ۱۳۲۲، کنفرانس تهران با شرکت چرچیل، روزولت و استالین به صورت محرمانه در سفارت شوروی در تهران برگزار شد. رخدادهای مربوط به جنگ جهانی دوم در تهران، باعث توقف موقت و کندی بسیاری از پروژه‌های توسعه‌ای شد.

### توسعهٔ گسترده و سریع
نوگرایی، نیازهای تازه، گرد هم آمدن نخبگان اجتماعی و خواست هیئت حاکمه برای ایجاد آرمان‌شهری که همانند پایتخت‌های کشورهای پیشرفتهٔ غربی باشد، ذهنیت تحول شهری را در تهران به وجود آورد.
روند توسعهٔ تهران با ایجاد شهرک‌های تهران‌پارس و نارمک در شرق و تهران‌ویلا، شهرآرا و گیشا در غرب ادامه یافت. همچنین صنایع تازه و فرودگاهی در غرب و تأسیسات ترابری در جنوب گسترش یافتند. احداث اتوبان‌های پارک وی، شاهنشاهی، افسریه، ایوبی و همچنین احداث شهرک‌های جدید اکباتان، لویزان، غرب، شوش و ده‌ها کوی مسکونی دیگر در این دوره انجام شد. در این دوره تهران به سرعت به یک کلان‌شهر بین‌المللی تبدیل شد. برنامه‌های توسعهٔ تهران بسیار گسترده بودند و این شهر یکی از شهرهای موفق آسیایی آن دوران بود.
مطالعات نخستین طرح جامع تهران در سال ۱۳۴۵ آغاز شد و در ۱۳۴۹ به تصویب رسید. در این برهه، تهران حدود ۱۸۰ کیلومتر مربع وسعت داشت و جمعیت آن به ۲٫۷ میلیون نفر می‌رسید. این طرح، گسترش شهر تهران را  به‌دلیل وجود ارتفاعات در شمال و شرق و نامناسب بودن زمین‌های جنوبی، در منطقهٔ غرب تعیین کرد و سطح شهر را به ده منطقه با مراکز مجهز تقسیم و شبکه‌ای از آزادراه‌ها و بزرگراه‌ها را نیز پیشنهاد کرد. ویکتور گروئن و عبدالعزیز فرمانفرمائیان مسئولیت این طرح را برعهده داشتند.
در جریان تدارک جشن‌های ۲۵۰۰ سالهٔ شاهنشاهی ایران، طرح نماد تهران به مسابقه گذاشته شد. برندهٔ مسابقه، حسین امانت، در نهایت برج شهیاد (آزادی) را که هم‌اکنون از برج‌های معروف جهان است، طراحی کرد. همچنین از منشور کوروش بزرگ، نخستین نوشتار حقوق بشری جهان، برای نخستین‌بار در برج شهیاد پرده‌برداری شد.

تأسیس دانشگاه‌ها و مراکز آموزشی متعدد در این دوران توانست اوضاع آموزشی تهران را بسیار بهتر کند. برای دادن وجههٔ ورزشی بهتر به پایتخت نیز، مجموعهٔ ورزشی آریامهر (آزادی) در ۱۰ شهریور ۱۳۵۳ و همزمان با بازی‌های آسیایی ۱۹۷۴ تهران افتتاح شد. این مسابقات، به عنوان نخستین رویداد بین‌المللی مهم ورزشی در تهران برگزار شد؛ همچنین این برای نخستین‌بار بود که بازی‌های آسیایی در خاورمیانه برگزار می‌شد و ورزشگاه آریامهر (آزادی) به عنوان یکی از بزرگ‌ترین ورزشگاه‌های جهان، میزبان اصلی این بازی‌ها بود.

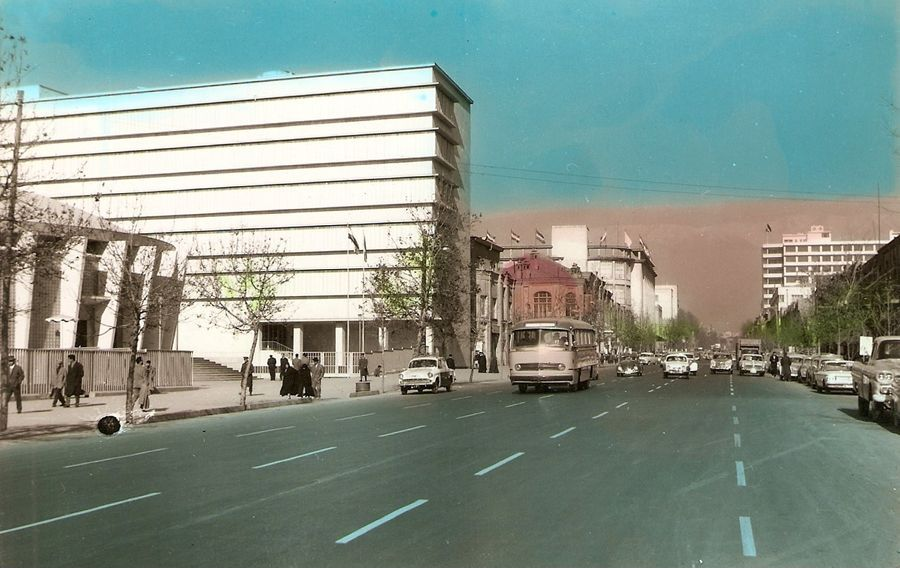
خیابان فردوسی در اوایل دههٔ ۱۳۴۰
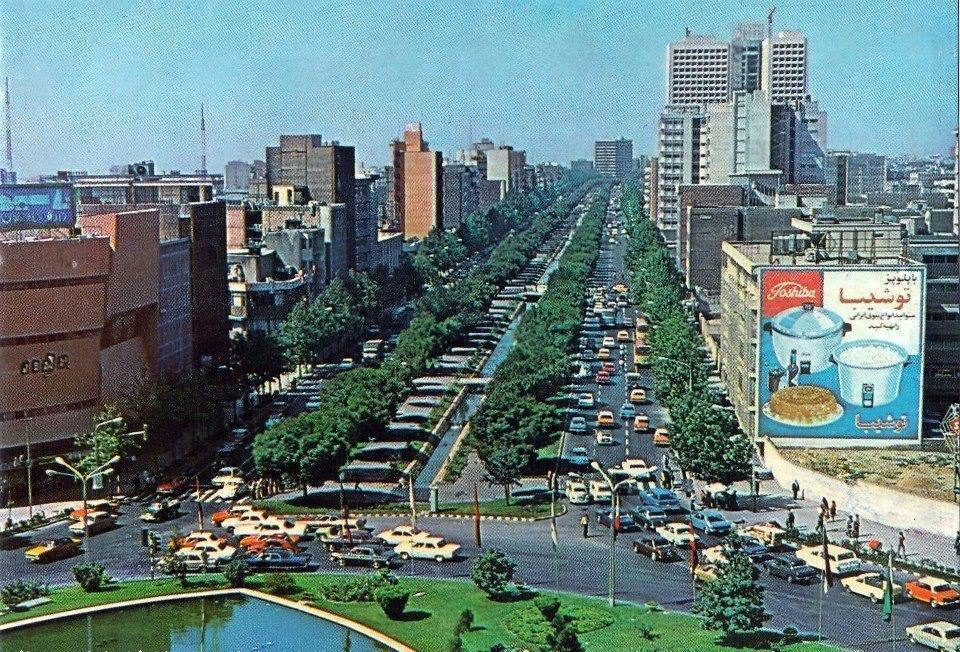
نمایی از بلوار الیزابت (بلوار کشاورز پسین) در دههٔ ۱۳۵۰
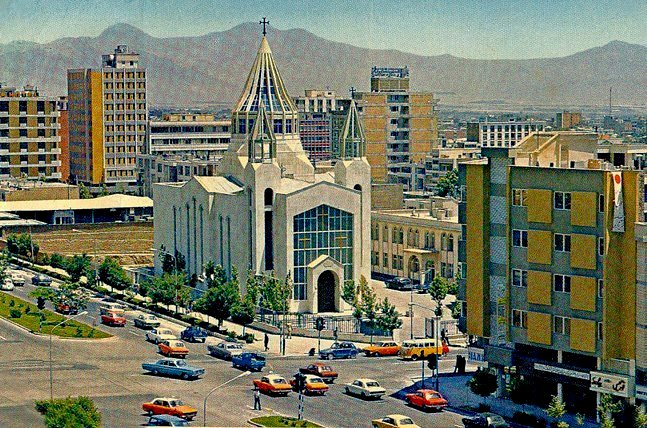
بلوار کریم‌خان زند در دههٔ ۱۳۵۰
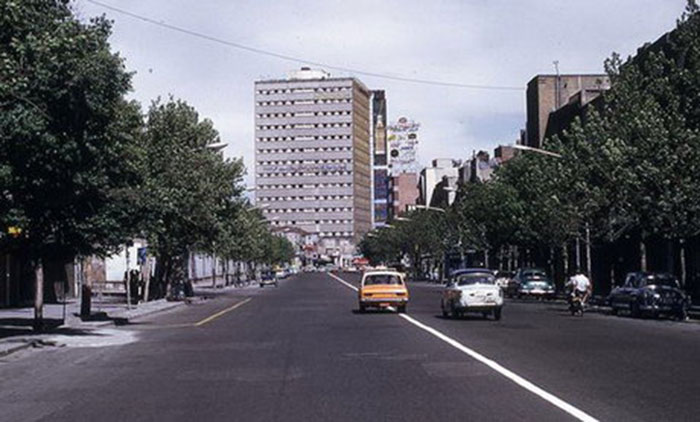
نمایی از ساختمان پلاسکو در دههٔ ۱۳۵۰
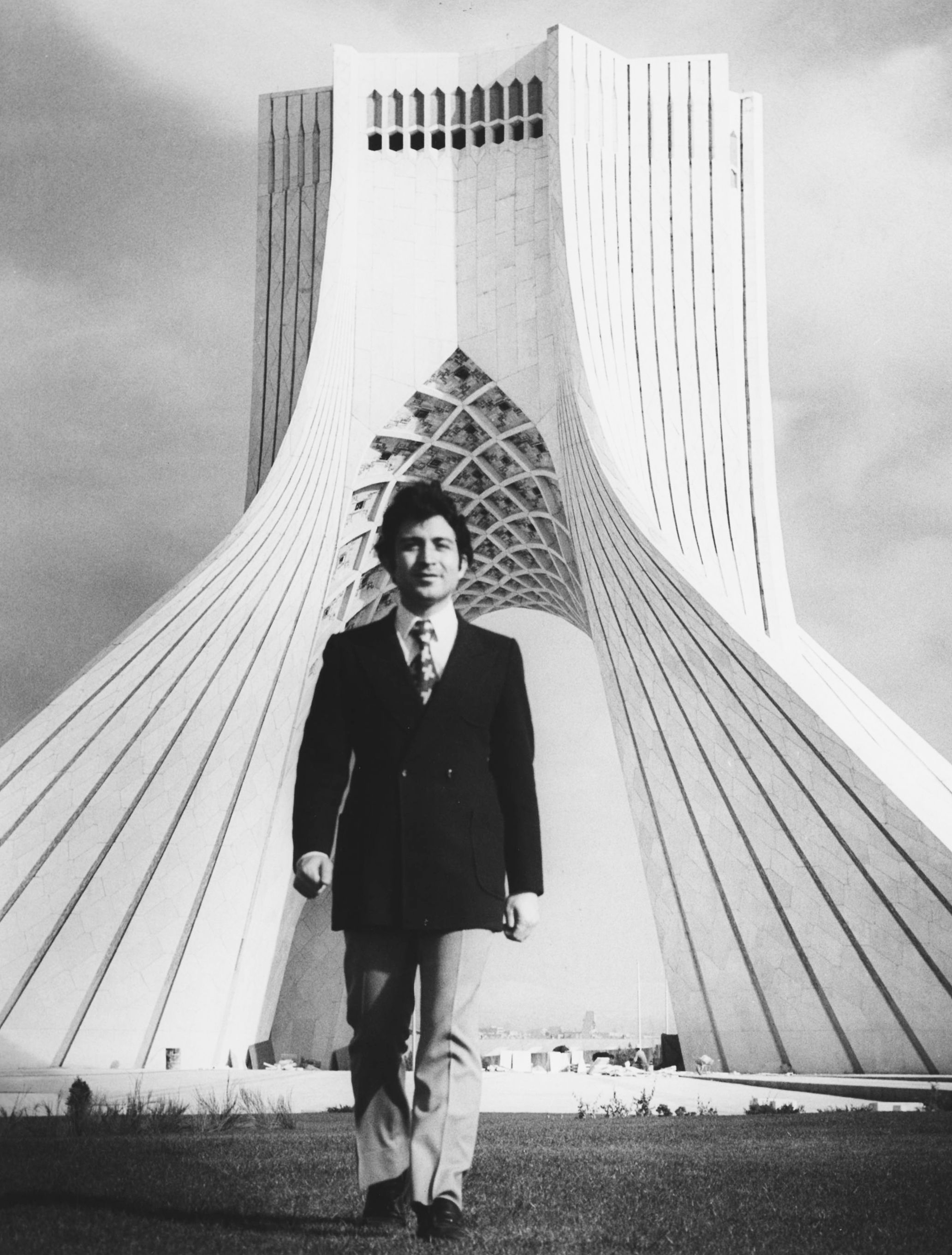
حسین امانت در میدان آزادی

### تهران پس از انقلاب ۱۳۵۷

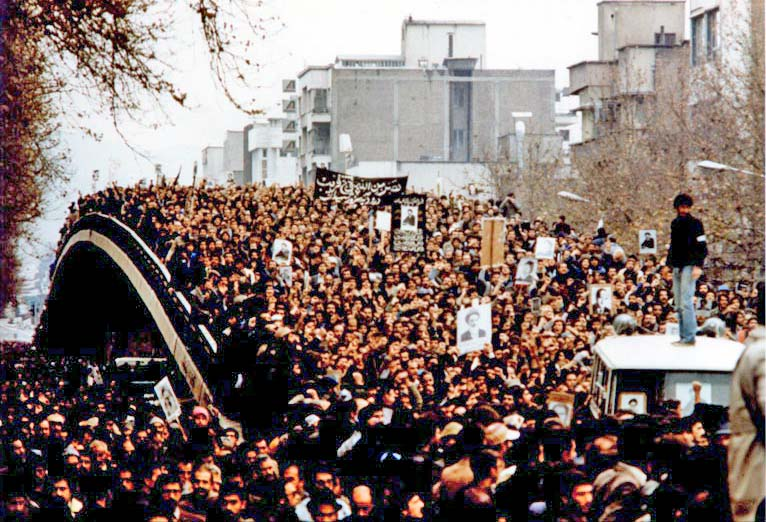
مردم انقلابی در تهران

انقلاب ۱۳۵۷ به همراه درگیری نیروهای نظامی و مردم انقلابی در تهران، پایتخت ایران را محل راهپیمایی‌ها در زمان انقلاب و حتی پس از آن کرد. همچنین هنگام جنگ ایران و عراق، تهران به صورت مکرر تحت حملات هوایی میگ-۲۵ و موشکی اسکاد قرار گرفت که با تلفاتی نیز همراه بود. دفاع از تهران در آن دوران برعهدهٔ سامانهٔ ضدهوایی بود.
پایتخت ایران دورانی دارای تنش را در دهه‌های اخیر گذراند که برای کل کشور پیامدهایی داشته است. گروگان‌گیری در سفارت ایالات متحدهٔ آمریکا (۱۳۵۸)، انفجار در دفتر نخست‌وزیری جمهوری اسلامی ایران (۱۳۶۰)، حمله به کوی دانشگاه تهران (۱۳۷۸)، تظاهرات‌های ۱۷ اسفند ۱۳۵۷، ۲۲ خرداد ۱۳۸۵، ۱۳۸۸ و ۱۳۹۶ نمونه‌هایی از رخدادهای مهم سیاسی و اجتماعی دهه‌های گذشته در تهران هستند.

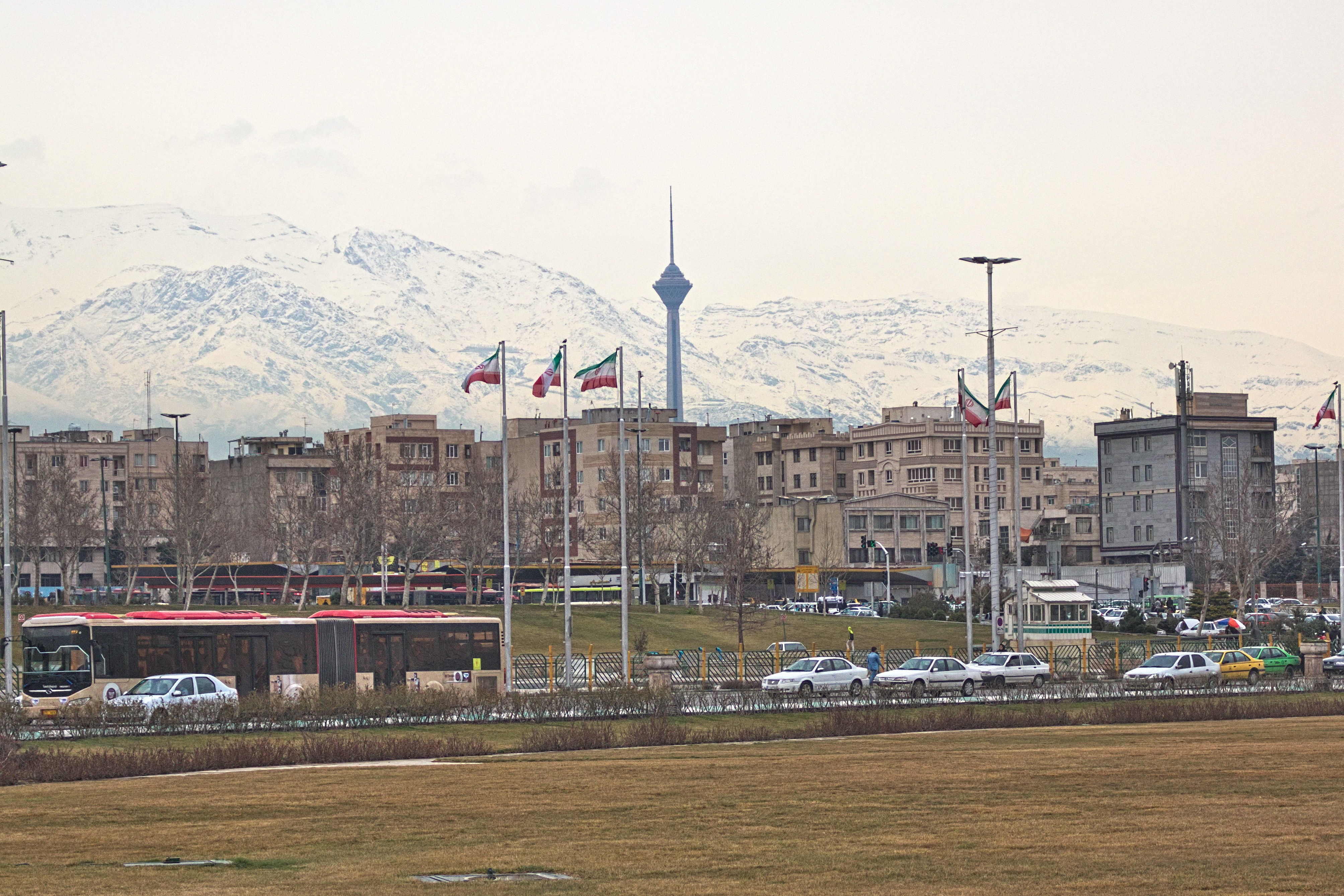
نمایی از برج میلاد در سال ۱۳۹۶

در دوران جمهوری اسلامی،  به‌دلیل جنگ ایران و عراق، برای نزدیک به یک دهه توسعه‌ای در تهران صورت نگرفت. پس از جنگ، توسعهٔ پایتخت با ساخت راه‌ها و فضای سبز ادامه یافت. برج میلاد از مهم‌ترین نمادهای توسعهٔ تهران در دهه‌های گذشته است که با ۴۳۵ متر ارتفاع، به عنوان بلندترین برج ایران، در ۱۶ مهر ۱۳۸۷ با شعار «آسمان نزدیک است» گشایش یافت.
بحث انتقال پایتخت نیز در دوران جمهوری اسلامی مطرح شده است. تمرکززدایی، حل مشکلات تهران و پیشگیری از مشکلات امنیتی و ناشی از زمین‌لرزه، از دلایل موافقان این کار هستند. انتقال پایتخت مخالفانی دارد که شامل دولت حسن روحانی نیز می‌شود؛ اجرایی نبودن، پابرجا بودن مشکلات تهران، هزینهٔ زیاد و وجود نداشتن زیرساخت در دیگر شهرها، از دلایل مخالفان این کار هستند.
تهران پس از انقلاب ۱۳۵۷ به کانون پذیرش جمعیت در ایران تبدیل شد. این موضوع توانست به شکل‌گیری کلان‌شهر تهران کمک کند و تهران را به یکی از بزرگ‌ترین کلان‌شهرهای خاورمیانه تبدیل کرد. افزایش جمعیت با وجود اینکه به شکل‌گیری کلان‌شهر تهران کمک کرد، در کنار ناکارآمدی مدیریت شهری بر مشکلات آن نیز افزود؛ آلودگی هوا، آلودگی صوتی و ترافیک از این دسته مشکلات هستند.

## جغرافیا

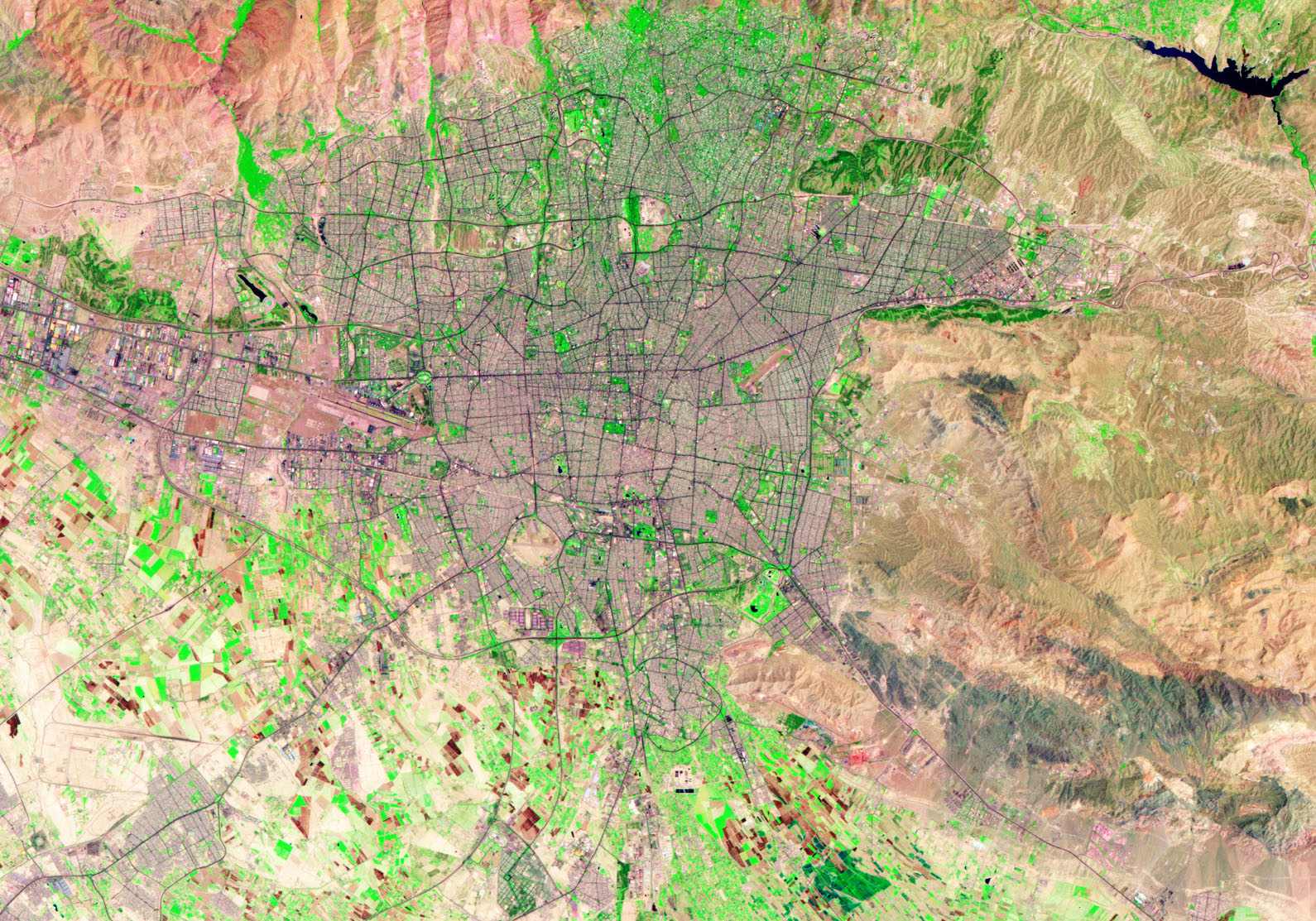
تصویر ماهواره‌ای تهران در سال ۱۳۸۸؛ بخش‌های مشخص شده با رنگ سبز روشن، پوشش گیاهی هستند.

تهران در پهنه‌ای بین دو وادی کوه و کویر و در دامنه‌های جنوبی البرز گسترده شده است و ۷۳۰ کیلومتر مربع مساحت دارد. از نظر جغرافیایی نیز در ۵۱ درجه و ۱۷ دقیقه تا ۵۱ درجه و ۳۳ دقیقهٔ طول خاوری و ۳۵ درجه و ۳۶ دقیقه تا ۳۵ درجه و ۴۴ دقیقهٔ عرض شمالی قرار دارد. گسترهٔ کنونی تهران از ارتفاع ۹۰۰ تا ۱۸۰۰ متری از سطح دریا امتداد یافته است؛ این ارتفاع از شمال به جنوب کاهش می‌یابد. برای مثال، ارتفاع در میدان تجریش، در شمال شهر حدود ۱۳۰۰ متر و در میدان راه‌آهن که ۱۵ کیلومتر پایین‌تر است، ۱۱۰۰ متر است.
از دید ناهمواری‌های طبیعی، تهران به دو ناحیهٔ کوهپایه‌ای و دشتی تقسیم می‌شود. از کوهپایه‌های البرز تا جنوب شهر ری، تپه‌های کوچک و بزرگ پرشماری وجود دارند.
شهر تهران بر روی دشت با شیب ملایم به سمت جنوب واقع شده است، با اختلاف ارتفاعی حدود ۲۱۰ متر بین تجریش (۱۳۱۰ متر) در شمال و انتهای جنوبی شهر ری (۱۱۰۰ متر).

### آب‌وهوا
تهران دارای اقلیم نیمه‌خشک است. شمال شهر  به‌دلیل ارتفاع بیشتر، خنک‌تر از دیگر مناطق شهر است. همچنین بافت نامتراکم، وجود باغ‌های کهن، بوستان‌ها، فضای سبز حاشیهٔ بزرگراه‌ها و کم بودن فعالیت‌های صنعتی در شمال شهر کمک کرده‌اند تا هوای مناطق شمالی به‌طور متوسط ۲ تا ۳ درجهٔ سانتی‌گراد خنک‌تر از مناطق جنوبی شهر باشد.

#### مسیر بادها
مسیر اصلی و جهت باد غالب شهر تهران، شمال غرب به جنوب شرق است. دیگر جریان‌های هوایی که در محدودهٔ شهر تهران می‌وزند عبارت‌اند از:
1. نسیم توچال: با سرد شدن سریع رشته‌کوه‌های البرز در شب‌ها، کانون پرفشار محلی روی کوه توچال شکل گرفته و این جریان سرد  به‌دلیل سنگینی و فشار زیاد به سمت پایین کوه روان می‌شود؛ بدین‌ترتیب، در شب نسیم ملایمی از سمت شمال به درون شهر می‌وزد.[۷۸]
2. بادهای منطقه‌ای جنوبی و جنوب شرقی: این بادها در ماه‌های گرم سال از سمت دشت کویر و چاله‌های مرکزی ایران می‌وزند.[۷۸]
3. بادهای غربی: این بادها  ازجمله بادهای سیاره‌ای هستند که در تمام طول سال، کمابیش شهر تهران را تحت تأثیر قرار می‌دهند و می‌توان آن‌ها را باد غالب خواند.[۷۸]

جریان‌های هوایی، اثرگذاری زیادی در آب‌وهوای تهران دارند. وزش باد غالب از سمت غرب سبب می‌شود که غرب شهر همواره در معرض هوای تازه قرار گیرد؛ با وجود اینکه این باد دود و آلودگی نواحی صنعتی غرب را به همراه می‌آورد، وزش شدید آن می‌تواند هوای آلوده را از شهر تهران بیرون ببرد.
| داده‌های اقلیم تهران (شمال)، بلندی: ۱۵۴۸٫۲ متر، ۱۹۸۸–۲۰۰۵ | داده‌های اقلیم تهران (شمال)، بلندی: ۱۵۴۸٫۲ متر، ۱۹۸۸–۲۰۰۵ | داده‌های اقلیم تهران (شمال)، بلندی: ۱۵۴۸٫۲ متر، ۱۹۸۸–۲۰۰۵ | داده‌های اقلیم تهران (شمال)، بلندی: ۱۵۴۸٫۲ متر، ۱۹۸۸–۲۰۰۵ | داده‌های اقلیم تهران (شمال)، بلندی: ۱۵۴۸٫۲ متر، ۱۹۸۸–۲۰۰۵ | داده‌های اقلیم تهران (شمال)، بلندی: ۱۵۴۸٫۲ متر، ۱۹۸۸–۲۰۰۵ | داده‌های اقلیم تهران (شمال)، بلندی: ۱۵۴۸٫۲ متر، ۱۹۸۸–۲۰۰۵ | داده‌های اقلیم تهران (شمال)، بلندی: ۱۵۴۸٫۲ متر، ۱۹۸۸–۲۰۰۵ | داده‌های اقلیم تهران (شمال)، بلندی: ۱۵۴۸٫۲ متر، ۱۹۸۸–۲۰۰۵ | داده‌های اقلیم تهران (شمال)، بلندی: ۱۵۴۸٫۲ متر، ۱۹۸۸–۲۰۰۵ | داده‌های اقلیم تهران (شمال)، بلندی: ۱۵۴۸٫۲ متر، ۱۹۸۸–۲۰۰۵ | داده‌های اقلیم تهران (شمال)، بلندی: ۱۵۴۸٫۲ متر، ۱۹۸۸–۲۰۰۵ | داده‌های اقلیم تهران (شمال)، بلندی: ۱۵۴۸٫۲ متر، ۱۹۸۸–۲۰۰۵ | داده‌های اقلیم تهران (شمال)، بلندی: ۱۵۴۸٫۲ متر، ۱۹۸۸–۲۰۰۵ |
| ماه                                                      | ژانویه                                                   | فوریه                                                    | مارس                                                     | آوریل                                                    | مه                                                       | ژوئن                                                     | ژوئیه                                                    | اوت                                                      | سپتامبر                                                  | اکتبر                                                    | نوامبر                                                   | دسامبر                                                   | سال                                                      |
| -------------------------------------------------------- | -------------------------------------------------------- | -------------------------------------------------------- | -------------------------------------------------------- | -------------------------------------------------------- | -------------------------------------------------------- | -------------------------------------------------------- | -------------------------------------------------------- | -------------------------------------------------------- | -------------------------------------------------------- | -------------------------------------------------------- | -------------------------------------------------------- | -------------------------------------------------------- | -------------------------------------------------------- |
| سابقهٔ بیش‌ترین °C (°F)                                    | ۱۶٫۴ (۶۲)                                                | ۱۹٫۰ (۶۶)                                                | ۲۳٫۸ (۷۵)                                                | ۳۰٫۶ (۸۷)                                                | ۳۳٫۶ (۹۲)                                                | ۳۷٫۸ (۱۰۰)                                               | ۳۹٫۸ (۱۰۴)                                               | ۳۹٫۴ (۱۰۳)                                               | ۳۵٫۶ (۹۶)                                                | ۳۱٫۲ (۸۸)                                                | ۲۳٫۰ (۷۳)                                                | ۱۹٫۰ (۶۶)                                                | ۳۹٫۸ (۱۰۴)                                               |
| میانگین بیش‌ترین °C (°F)                                  | ۶٫۱ (۴۳)                                                 | ۸٫۱ (۴۷)                                                 | ۱۲٫۹ (۵۵)                                                | ۱۹٫۸ (۶۸)                                                | ۲۵٫۰ (۷۷)                                                | ۳۱٫۲ (۸۸)                                                | ۳۳٫۹ (۹۳)                                                | ۳۳٫۵ (۹۲)                                                | ۲۹٫۳ (۸۵)                                                | ۲۲٫۴ (۷۲)                                                | ۱۴٫۳ (۵۸)                                                | ۸٫۶ (۴۷)                                                 | ۲۰٫۴۳ (۶۸٫۸)                                             |
| میانگین کم‌ترین °C (°F)                                   | −۱٫۵ (۲۹)                                                | −۰٫۲ (۳۲)                                                | ۴٫۰ (۳۹)                                                 | ۹٫۸ (۵۰)                                                 | ۱۴ (۵۷)                                                  | ۱۹٫۶ (۶۷)                                                | ۲۲٫۶ (۷۳)                                                | ۲۱٫۹ (۷۱)                                                | ۱۷٫۵ (۶۴)                                                | ۱۱٫۶ (۵۳)                                                | ۵٫۴ (۴۲)                                                 | ۱٫۰ (۳۴)                                                 | ۱۰٫۴۸ (۵۰٫۹)                                             |
| سابقهٔ کم‌ترین °C (°F)                                     | −۱۱٫۴ (۱۱)                                               | −۱۱٫۰ (۱۲)                                               | −۸٫۰ (۱۸)                                                | −۱٫۶ (۲۹)                                                | ۳٫۰ (۳۷)                                                 | ۱۲٫۰ (۵۴)                                                | ۱۵٫۴ (۶۰)                                                | ۱۳٫۵ (۵۶)                                                | ۸٫۸ (۴۸)                                                 | ۲٫۶ (۳۷)                                                 | −۵٫۲ (۲۳)                                                | −۹٫۶ (۱۵)                                                | −۱۱٫۴ (۱۱)                                               |
| بارندگی میلی‌متر (اینچ)                                   | ۶۳٫۱ (۲٫۴۸)                                              | ۶۶٫۵ (۲٫۶۲)                                              | ۸۳٫۳ (۳٫۲۸)                                              | ۵۰٫۱ (۱٫۹۷)                                              | ۲۷٫۱ (۱٫۰۷)                                              | ۴٫۰ (۰٫۱۶)                                               | ۴٫۲ (۰٫۱۷)                                               | ۳٫۲ (۰٫۱۳)                                               | ۳٫۴ (۰٫۱۳)                                               | ۱۶٫۵ (۰٫۶۵)                                              | ۴۱٫۳ (۱٫۶۳)                                              | ۶۶٫۳ (۲٫۶۱)                                              | ۴۲۹ (۱۶٫۹)                                               |
| میانگین روزهای بارانی                                    | ۱۲٫۳                                                     | ۱۰٫۹                                                     | ۱۲٫۳                                                     | ۱۰٫۰                                                     | ۸٫۹                                                      | ۳٫۳                                                      | ۳٫۴                                                      | ۱٫۶                                                      | ۱٫۳                                                      | ۵٫۸                                                      | ۸٫۶                                                      | ۱۰٫۷                                                     | ۸۹٫۱                                                     |
| میانگین روزهای برفی                                      | ۸٫۹                                                      | ۶٫۶                                                      | ۲٫۵                                                      | ۰٫۱                                                      | ۰٫۱                                                      | ۰                                                        | ۰                                                        | ۰                                                        | ۰                                                        | ۰                                                        | ۰٫۶                                                      | ۴٫۹                                                      | ۲۳٫۷                                                     |
| درصد رطوبت                                               | ۶۷                                                       | ۵۹                                                       | ۵۳                                                       | ۴۴                                                       | ۳۹                                                       | ۳۰                                                       | ۳۱                                                       | ۳۱                                                       | ۳۳                                                       | ۴۴                                                       | ۵۷                                                       | ۶۶                                                       | ۴۶٫۲                                                     |
| میانگین روزانه ساعت‌های تابش آفتاب                        | ۱۳۷٫۲                                                    | ۱۵۱٫۱                                                    | ۱۸۶٫۰                                                    | ۲۱۹٫۱                                                    | ۲۷۹٫۸                                                    | ۳۲۸٫۷                                                    | ۳۳۶٫۶                                                    | ۳۳۶٫۸                                                    | ۳۰۰٫۵                                                    | ۲۴۶٫۸                                                    | ۱۶۹٫۴                                                    | ۱۳۴٫۱                                                    | ۲٬۸۲۶٫۱                                                  |
| منبع: پژوهشکدهٔ اقیلم‌شناسی                                |                                                          |                                                          |                                                          |                                                          |                                                          |                                                          |                                                          |                                                          |                                                          |                                                          |                                                          |                                                          |                                                          |

در بیشتر سال‌ها، فصل زمستان نیمی از کل بارش‌های سالانهٔ تهران را تأمین می‌کند. اسفند پرباران‌ترین ماه سال است و حدود یک‌پنجم از بارش سالانه در آن صورت می‌گیرد. تابستان نیز کم‌باران‌ترین فصل و شهریور خشک‌ترین ماه سال در تهران است. میانگین بارش سالانهٔ شهر در مناطق شمال و جنوب گاهی بسیار تفاوت دارد. در محدودهٔ تهران بین ۲۰۵ تا ۲۱۳ روز هوای صاف تا کمی ابری وجود دارد.
یکی از شدیدترین بارندگی‌های تهران در ۱ اردیبهشت ۱۳۴۱ روی داد و این بارش ۱۰ ساعت طول کشید؛ هواشناسی نیز اعلام کرد میزان بارش یک روز تهران معادل شش سال بوده است.

### خطرات طبیعی
تهران در برابر بسیاری از رخدادها و خطرات طبیعی  ازجمله زمین‌لرزه آسیب‌پذیر است. بررسی‌های زمین‌شناسی انجام شده بیانگر آن است که شهر تهران روی گسل‌های زیادی قرار دارد. با گسترش فضای شهر، ساخت‌وسازهایی نیز در حریم یا روی گسل‌های بزرگ و لرزه‌خیز انجام شده است. افزون بر آن، دشت تهران و شهر ری دارای شکستگی‌هایی است که ممکن است به هنگام لرزش گسل‌های بزرگ، دچار لغزش و جابه‌جایی شوند. با بررسی زمین‌لرزه‌های روی داده در گسترهٔ تهران و پیرامون آن، زمین‌لرزه‌هایی به بزرگی ۷٫۷ درجهٔ ریشتر را می‌توان یافت. همچنین بررسی‌ها نشان می‌دهد که گسل‌های مشا در ارتفاعات البرز و گسل گرمسار فعالیت بیشتری داشته‌اند.
کارشناسان بر این باورند که با توجه به اینکه از آخرین زمین‌لرزهٔ بزرگ تهران مدت زیادی می‌گذرد، خطر رخ دادن زمین‌لرزه‌ای بزرگ در تهران افزایش می‌یابد. پیش‌بینی زلزله‌هایی تا ۸ ریشتر در تهران شده است و تمام مناطق، حتی آن‌هایی که روی گسل نیستند نیز در برابر چنین رخدادهایی آسیب‌پذیرند. البته احتمال ویرانی تمام شهر با یک زمین‌لرزه، از سوی کارشناسان رد شده است.
وضعیت نامناسب مدیریت بحران شهر تهران و احتمال رفتار نامناسب شهروندان هنگام رخ دادن خطرات طبیعی، باعث نگرانی‌هایی شده است. «قفل شدن شهر» که بر اثر خروج مردم از محلهٔ خود و ایجاد ترافیک هنگام زمین‌لرزه رخ می‌دهد نیز می‌تواند کار امداد و نجات را با مشکل روبرو سازد.
از سیل نیز توسط مقامات شهری تهران به عنوان خطری جدی یاد شده است. اختلاف ارتفاع زیاد، ساخت‌وساز در حریم یا بستر رودها و مسیل‌ها، شرایط اقلیمی ویژه، وجود رودخانه‌هایی نظیر رودخانهٔ کرج، مسیل‌های پرشمار دیگر و قرارگرفتن شهر در پای کوه  ازجمله دلایل اصلی تهدید تهران توسط سیلاب است.
در سال ۱۴۰۰، سازمان اینتل لب فرونشست زمین در پیرامون تهران را همانند «بمب ساعتی» دانست و اعلام شد که تهران با سالی ۳۶ سانتی‌متر، رکورددار فرونشست زمین در سراسر جهان است و افت سطح آب‌های زیرزمینی تهران از چرایی‌های این مشکل دانسته شد.

### معماری

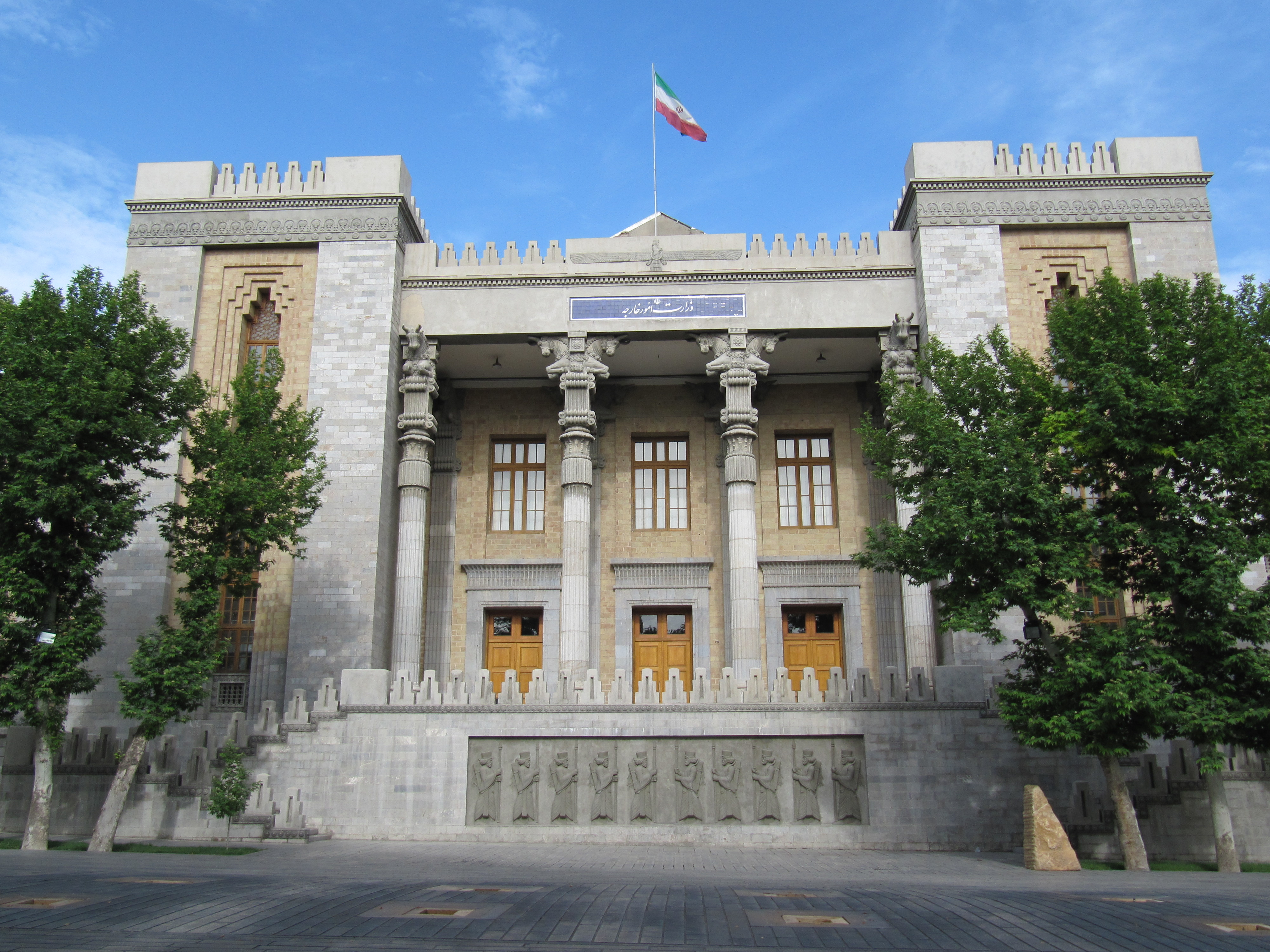
کاخ شهربانی، از نمونه‌های شاخص الگوگیری از معماری ایران باستان در تهران